# Lemgo
Lemgo [ˈlɛmgoː] ⓘ (niederdeutsch: Lemge, Lemje) ist eine Hochschulstadt mit ca. 40.000 Einwohnern. Sie ist die älteste und drittgrößte Stadt des Kreises Lippe und liegt 25 Kilometer östlich von Bielefeld mitten in der Region Ostwestfalen-Lippe. Die Stadt gehört zum Regierungsbezirk Detmold im Nordosten von Nordrhein-Westfalen.
Lemgo wurde 1190 an einem Kreuzungspunkt wichtiger Handelswege als Planstadt durch die Herren zu Lippe gegründet. Damit ist der Ort neben dem heute im Kreis Soest liegenden Lippstadt eine der ältesten lippischen Städte. Lemgo besitzt seit 1245 die Stadtrechte, war im Spätmittelalter Mitglied der Hanse und nennt sich daher auch Alte Hansestadt Lemgo. Diese Würdigung erfolgte 1916 durch den Fürsten Leopold IV. zu Lippe und war seinerzeit ein Politikum. Das Stadtbild wird durch zahlreiche spätmittelalterliche Bauwerke geprägt. Bis 1973 war Lemgo Sitz der Verwaltung des Kreises Lemgo, der im Rahmen einer Kreisgebietsreform im Kreis Lippe aufging. Seit 1980 ist Lemgo Sitz des Landesverbandes Lippe.
Lemgo ist Sitz der Technischen Hochschule Ostwestfalen-Lippe (TH OWL) und hat sich mit dem Innovation Campus Lemgo zu einem der drei regionalen Leistungszentren in dem Technologienetzwerk Intelligente Technische Systeme Ostwestfalen-Lippe entwickelt. Überregional bekannt ist der Ort auch durch die Erfolge der Bundesligahandballmannschaft des TBV Lemgo. Die Stadt grenzt an das ländliche Umfeld des Lipper Berglandes. Größte Erwerbszweige sind die Metallverarbeitung, die Fabrikation von Dentalinstrumenten, der Maschinenbau, die Industrieelektronik sowie der Dienstleistungsbereich.
Anlässlich des 500. Jubiläums der Reformation wurde Lemgo 2016 als 52. Stadt von 102 Städten in 17 Ländern (Stand: März 2021) der Ehrentitel „Reformationsstadt Europas“ durch die Gemeinschaft Evangelischer Kirchen in Europa verliehen.

## Geographie

### Geographische Lage

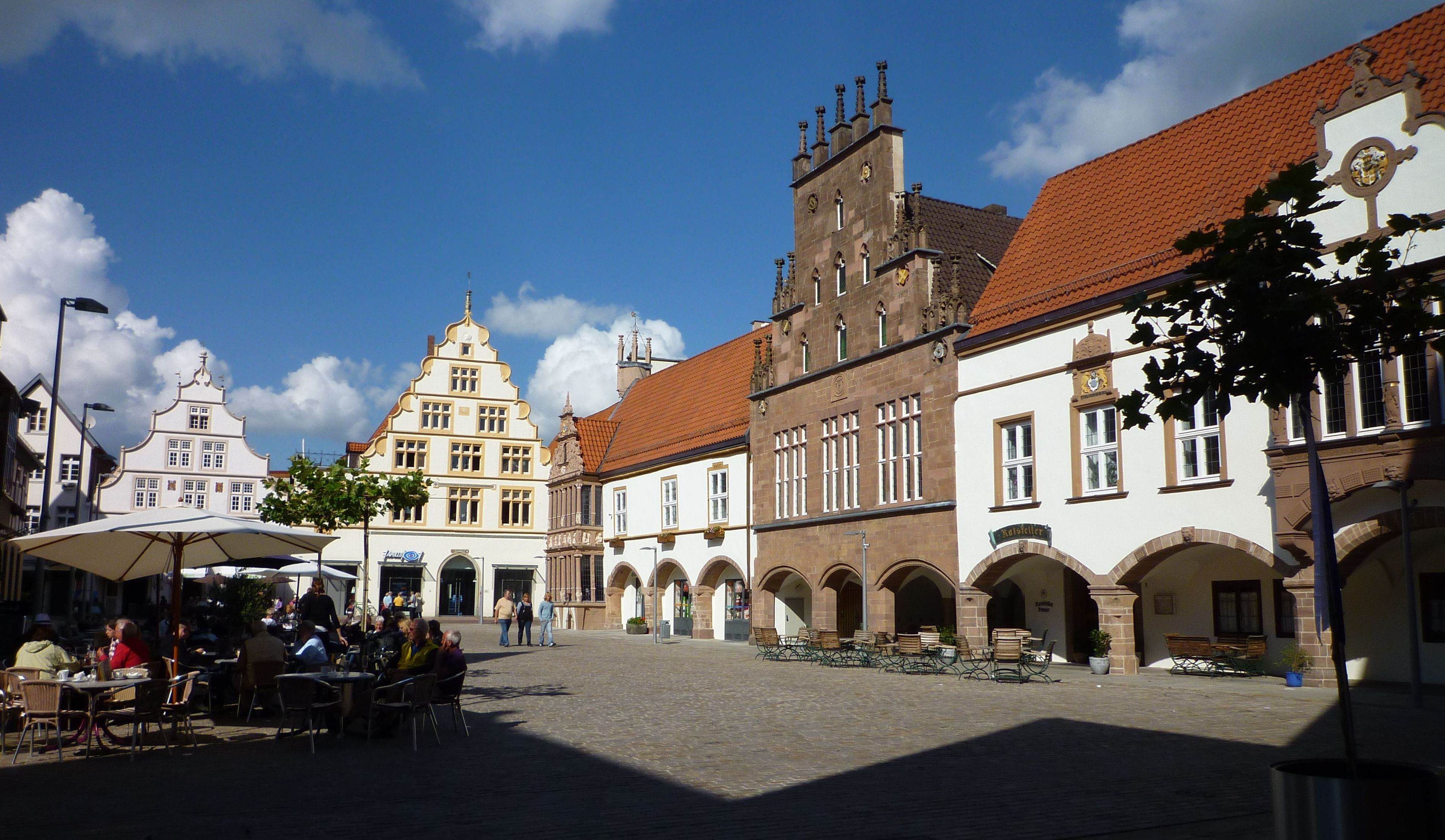
Marktplatz in Lemgo

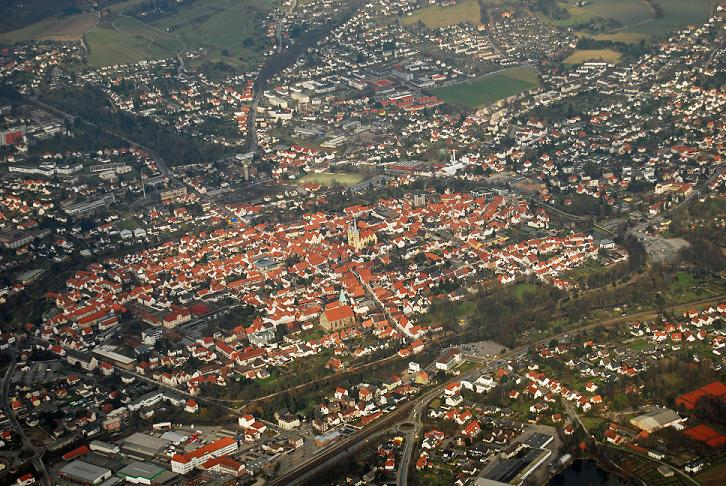
Luftbild der Altstadt von Lemgo

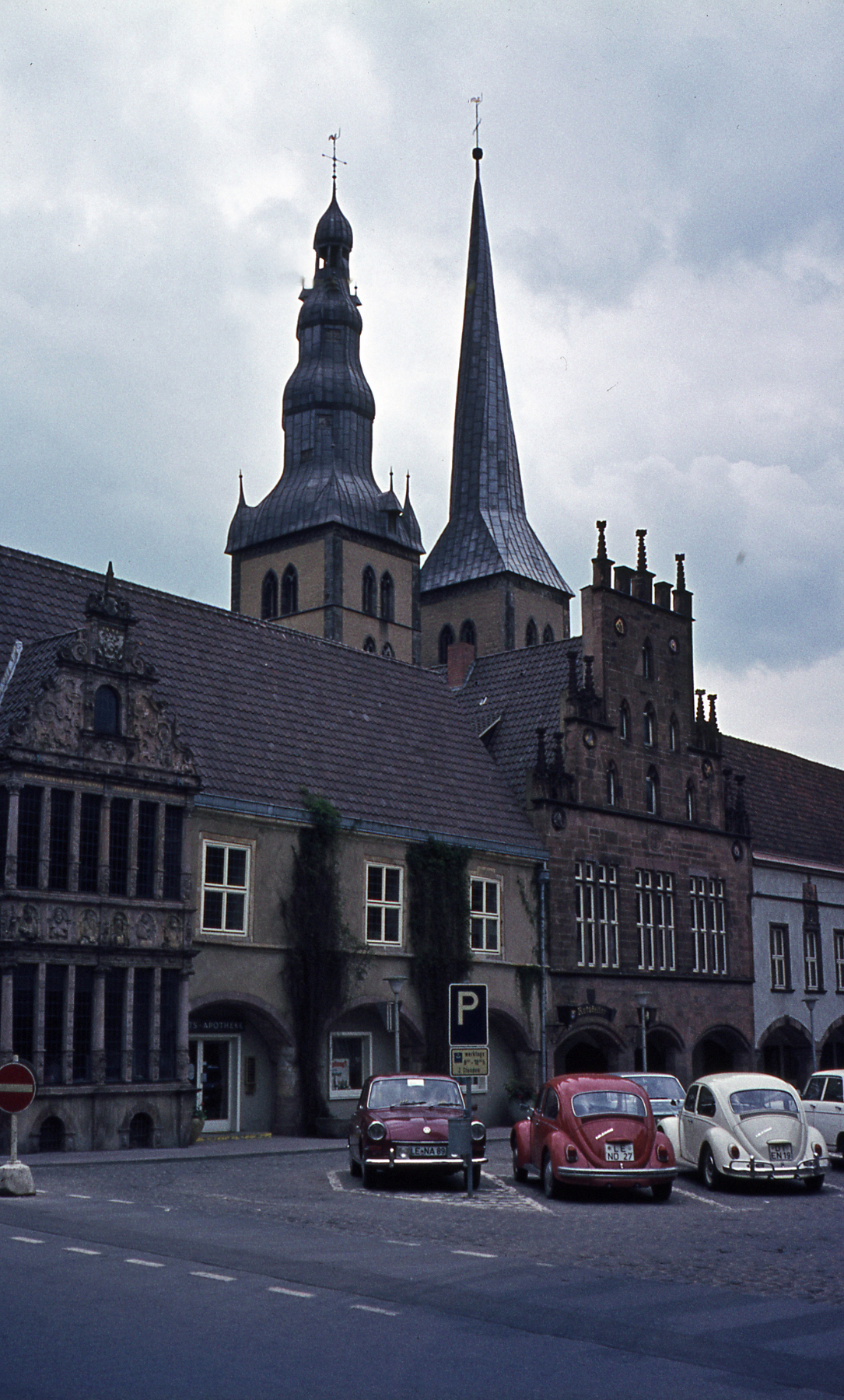
Rathaus mit Nicolaikirche im Jahr 1972

Lemgo liegt im Tal der Bega im hügeligen Lipper Bergland, einem Mittelgebirge im Norden des Kreises Lippe, im Nordosten des Bundeslandes Nordrhein-Westfalen. Das Gebiet am Nordsaum der Mittelgebirgsschwelle wird im Norden durch das Wiehengebirge, im Süden durch den Teutoburger Wald und im Osten durch die Weser begrenzt und gehört naturräumlich zum Weserbergland. Obwohl die Stadt im Tal gegründet wurde, zieht sie sich auf die umliegenden Höhen der Berge hinauf und nimmt spätestens seit den Eingemeindungen eine große Fläche im Lipper Bergland ein. Die tiefste Stelle liegt auf 83 m im Tal der Bega auf der Grenze zu Bad Salzuflen im Ortsteil Lieme. Der höchste Punkt des Stadtgebiets ist der Windelstein mit 347 m ü. NN in der Lemgoer Mark östlich der Kernstadt.
Die nächsten größeren Städte sind im Norden Minden (29 km Entfernung), im Westen Bielefeld (25 km) und im Süden Detmold (10 km) und Paderborn (35 km). Der umgebende Landesteil Lippe gehört zur Region Ostwestfalen-Lippe.
| Herford – 18 km Osnabrück – 65 km   | Minden – 29 km Bremen – 116 km              | Hameln – 32 km Hannover – 70 km |
| Bielefeld – 25 km Münster – 87 km   | Kompassrose, die auf Nachbargemeinden zeigt | Magdeburg – 186 km              |
| Gütersloh – 38 km Dortmund – 114 km | Detmold – 10 km Paderborn – 35 km           | Kassel – 87 km                  |

*Entfernungsangaben beziehen sich jeweils auf die Entfernung zum Ortskern per Luftlinie.
Lemgos Altstadt liegt am Nordufer der Bega, eines rechten Nebenflusses der hier von Ost nach West fließenden Werre.

### Geologie

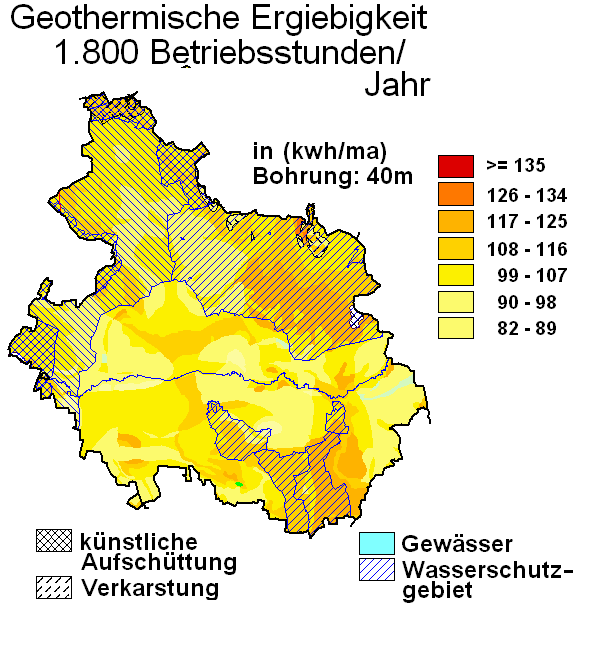
Geothermische Karte von Lemgo (2008)

Die Stadt liegt im Lemgoer Talbecken, einer von der Bega entwässerten Niederung. Diese Vertiefung ist in der Eiszeit durch eine Grundmoräne und danach durch Flussablagerungen aufgefüllt worden. Die Oberfläche ist mit Löß bedeckt. Darunter sind Schichten aus Tonmergel, Kalk- und Sandgestein (speziell Planicosta-Sandstein) des Erdmittelalters zu finden. Im Verlauf der Erdgeschichte wurden diese Sedimentgesteine herausgehoben und bilden Sättel, Mulden, Horste und Gräben. Im Untergrund sind die Gesteinsschichten durchaus nebeneinander angeordnet. Im tiefen Untergrund sind Steinsalz und Gips gelöst, so dass dort trichterförmige Einsenkungen vorzufinden sein könnten.
Lemgos Stadtgebiet eignet sich vornehmlich im nordwestlichen und südwestlichen Gemeindeteil sehr gut, sonst weitestgehend gut zur Nutzung von geothermischen Wärmequellen mittels Erdwärmesonde und Wärmegewinnung durch Wärmepumpenheizungen. Lediglich vereinzelte Standorte sind nicht geeignet (vgl. dazu die geothermische Karte von Lemgo).

### Ausdehnung und Nutzung des Stadtgebiets
Lemgo liegt im ländlich geprägten Lipperland; der größte Anteil des Stadtgebietes wird landwirtschaftlich genutzt, dann folgt die Waldnutzung. Siedlungs- und Verkehrsflächen nehmen rund 20 % ein.
Mit Eingemeindungen erstreckt sich das Stadtgebiet auf rund 101 km². In Nord-Süd-Richtung erstreckt sich Lemgo maximal über 14,3 km, in Ost-West-Richtung maximal über 13,1 km.
Die Flächennutzung ist der folgenden Tabelle zu entnehmen:
| Fläche nach Nutzungsart       | Fläche in ha | Anteil an Gesamtfläche |
| ----------------------------- | ------------ | ---------------------- |
| Landwirtschaftsfläche         | 5638         | 55,9 %                 |
| Waldfläche                    | 2253         | 22,3 %                 |
| Siedlungs- und Verkehrsfläche | 2098         | 20,8 %                 |
| Wasserfläche                  | 0079         | 00,8 %                 |
| sonstige Nutzung              | 0017         | 00,2 %                 |

Stand: 31. Dezember 2013

### Nachbargemeinden
Lemgo liegt zentral im Kreis Lippe und grenzt im Uhrzeigersinn beginnend im Norden an die Städte und Gemeinden Kalletal, Dörentrup, Blomberg, Detmold, Lage, Bad Salzuflen (alle Kreis Lippe) und Vlotho (Kreis Herford).

### Stadtgliederung

Ortsteile von Lemgo

Die Stadt gliedert sich seit der Gemeindereform im Landkreis Lemgo am 1. Januar 1969 in 14 Ortsteile, die in der folgenden Tabelle samt Einwohnerzahlen (Haupt- und Nebenwohnsitze) aufgeführt sind. Ende 2016 waren insgesamt 1420 Personen mit Nebenwohnsitz in der Stadt Lemgo gemeldet, Ende 2019 waren dies 1531 Personen.
| Ortsteile und Bevölkerung mit Haupt- oder Nebenwohnsitz | Ortsteile und Bevölkerung mit Haupt- oder Nebenwohnsitz | Ortsteile und Bevölkerung mit Haupt- oder Nebenwohnsitz | Ortsteile und Bevölkerung mit Haupt- oder Nebenwohnsitz | Ortsteile und Bevölkerung mit Haupt- oder Nebenwohnsitz | Ortsteile und Bevölkerung mit Haupt- oder Nebenwohnsitz | Ortsteile und Bevölkerung mit Haupt- oder Nebenwohnsitz |
| Ortsteile                                               | Einwohner (jeweils 31. Dezember)                        | Einwohner (jeweils 31. Dezember)                        | Einwohner (jeweils 31. Dezember)                        | Einwohner (jeweils 31. Dezember)                        | Einwohner (jeweils 31. Dezember)                        |                                                         |
| Ortsteile                                               | 2004                                                    | 2006                                                    | 2010                                                    | 2016                                                    | 2019                                                    |                                                         |
| ------------------------------------------------------- | ------------------------------------------------------- | ------------------------------------------------------- | ------------------------------------------------------- | ------------------------------------------------------- | ------------------------------------------------------- | ------------------------------------------------------- |
| Lemgo                                                   | 27.326                                                  | 27.699                                                  | 27.433                                                  | 27.182                                                  | 26.877                                                  |                                                         |
| Brake                                                   | 05.616                                                  | 05.203                                                  | 05.028                                                  | 04.971                                                  | 05.022                                                  |                                                         |
| Brüntorf                                                | 00.737                                                  | 00.711                                                  | 00.717                                                  | 00.664                                                  | 00.643                                                  |                                                         |
| Entrup                                                  | 01.041                                                  | 01.000                                                  | 01.020                                                  | 00.967                                                  | 00.960                                                  |                                                         |
| Hörstmar                                                | 01.481                                                  | 01.482                                                  | 01.433                                                  | 01.422                                                  | 01.406                                                  |                                                         |
| Leese                                                   | 00.632                                                  | 00.651                                                  | 00.671                                                  | 00.629                                                  | 00.603                                                  |                                                         |
| Lieme                                                   | 02.787                                                  | 02.827                                                  | 02.708                                                  | 02.631                                                  | 02.603                                                  |                                                         |
| Lüerdissen                                              | 00.726                                                  | 00.731                                                  | 00.759                                                  | 00.731                                                  | 00.766                                                  |                                                         |
| Matorf-Kirchheide                                       | 01.492                                                  | 01.508                                                  | 01.539                                                  | 01.506                                                  | 01.511                                                  |                                                         |
| Trophagen                                               | 00.203                                                  | 00.194                                                  | 00.205                                                  | 00.186                                                  | 00.177                                                  |                                                         |
| Voßheide                                                | 01.286                                                  | 01.280                                                  | 01.308                                                  | 01.175                                                  | 01.179                                                  |                                                         |
| Wahmbeck                                                | 00.910                                                  | 00.887                                                  | 00.879                                                  | 00.863                                                  | 00.894                                                  |                                                         |
| Welstorf                                                | 00.207                                                  | 00.196                                                  | 00.205                                                  | 00.177                                                  | 00.167                                                  |                                                         |
| Wiembeck                                                | 00.225                                                  | 00.217                                                  | 00.210                                                  | 00.167                                                  | 00.163                                                  |                                                         |

### Klima

Niederschlagsdiagramm für Lemgo

Lemgo liegt, wie das ganze Lippische Bergland, im Übergangsbereich vom überwiegend vorherrschenden maritimen Klima und dem schwächer und in dieser Gegend nur zeitweise ausgeprägten Kontinentalklima. Daher sind die Temperaturen und Niederschläge im Jahresverlauf ausgeglichen. Die Sommer sind im Vergleich zum hochkontinentalen Klima eher kühl, die Winter eher warm. Die Stadt liegt im atlantischen Klimabereich, ist mit 799 mm niederschlagsreich und von den Temperaturen her verhältnismäßig ausgeglichen. Dabei schirmt der Teutoburger Wald den Ort vor den vorherrschenden Winden aus West ab, die Niederschläge vom Atlantik heranführen. Die Jahresdurchschnittstemperatur beträgt etwa 8,5 °C bis 9 °C.

## Geschichte

### Stadtgründung und spätes Mittelalter

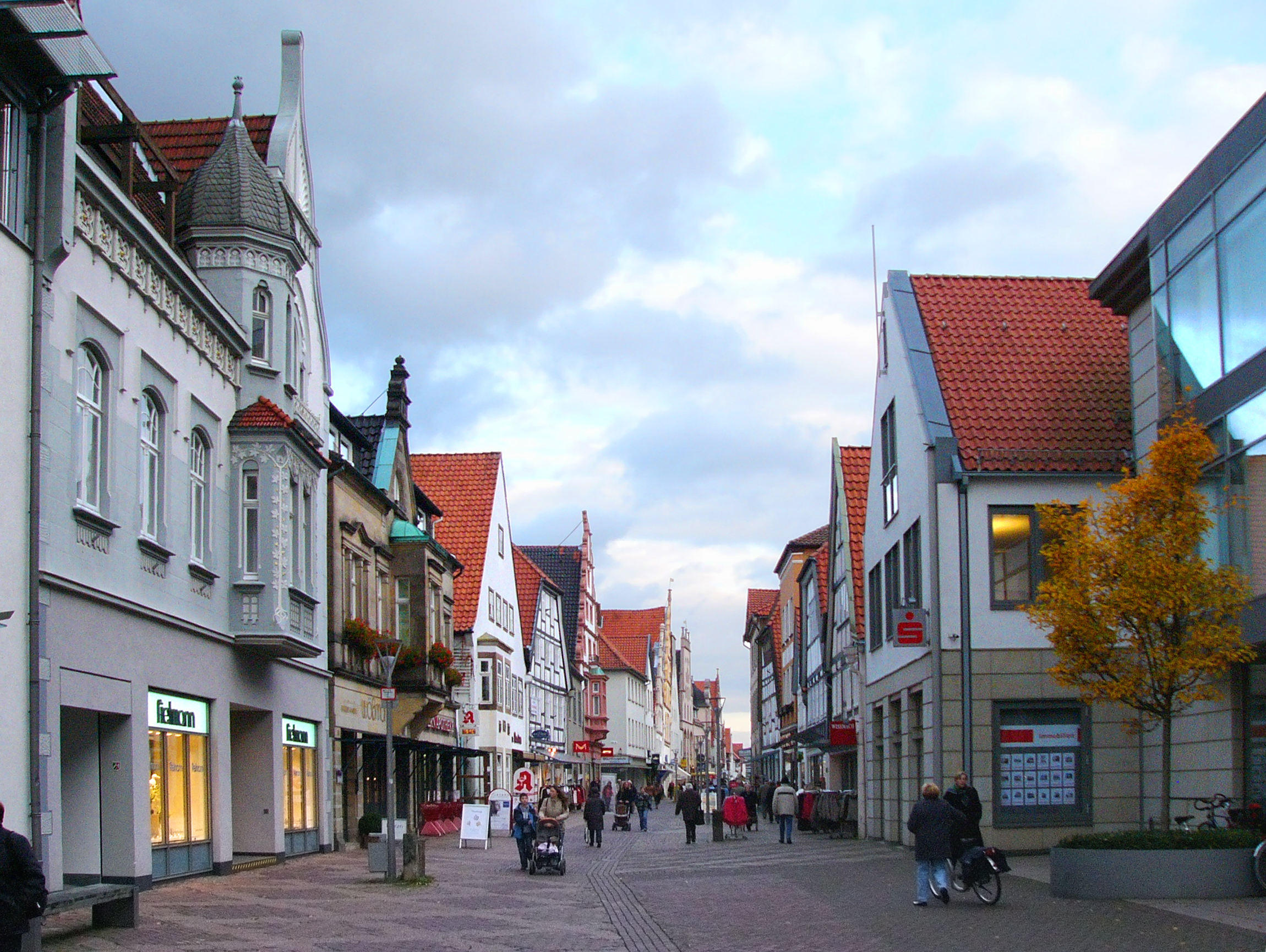
Mittelstraße

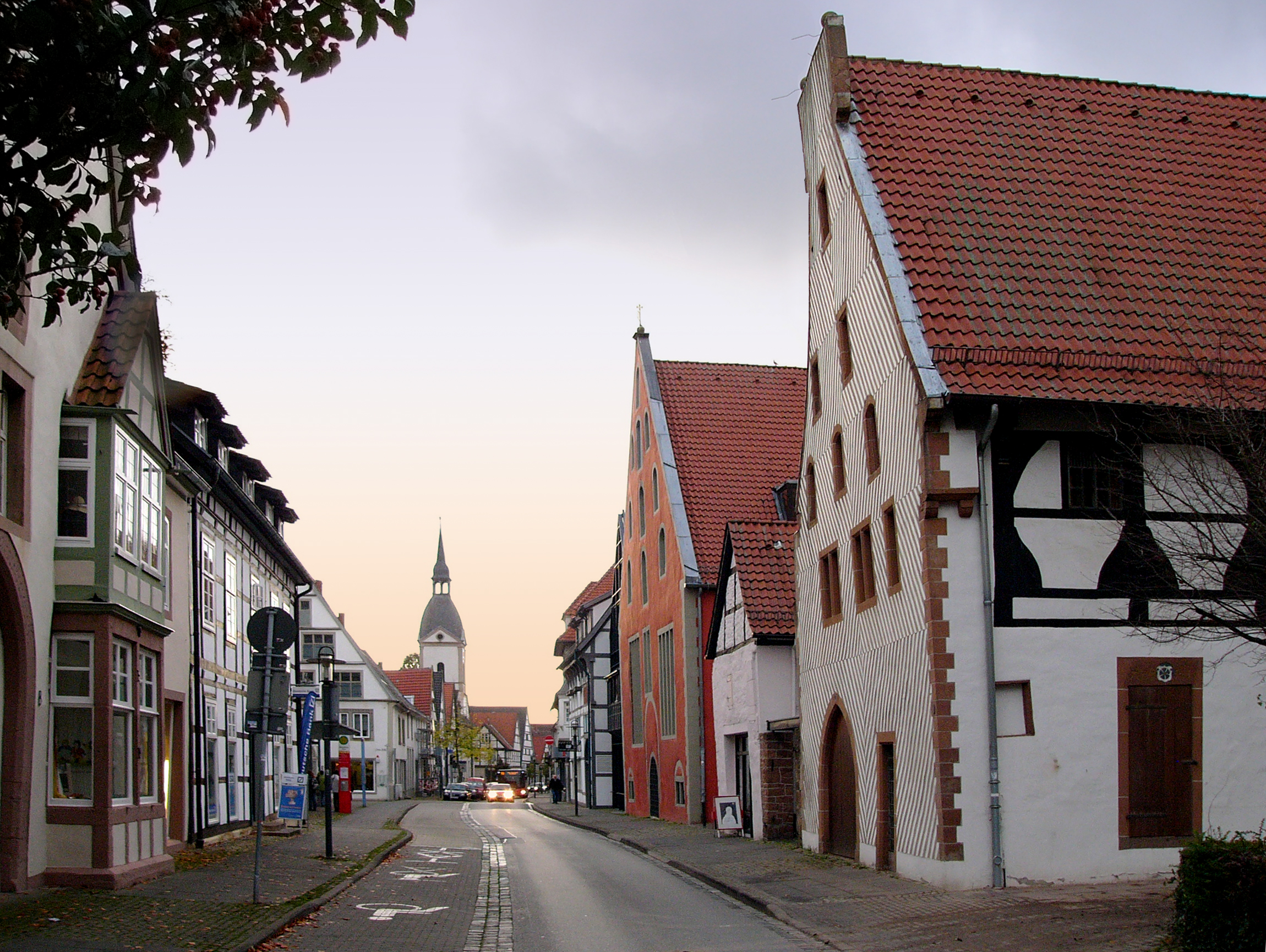
Papenstraße

Die erste nachgewiesene Besiedlung konnte im Jahr 2008 durch die Bestimmung des Alters eines kleinen Knochenstücks eines in Ost-West-Richtung bestatteten Leichnams auf dem ehemaligen Friedhof der ursprünglichen St.-Johann-Kirche am heute sogenannten Stumpfen Turm auf die Zeit der Sachsenkriege unter Karl dem Großen um das Jahr 780 datiert werden. Das Gebiet, in dem die heutige Stadt Lemgo liegt, wurde Anfang des 11. Jahrhunderts Limgauwe oder Limga genannt. Aus der durch Urkunden belegten Besiedlungsgeschichte geht hervor, dass dort im 11. und 12. Jahrhundert mehrere Siedlungen bestanden. Die Burg Brake wurde schon vor 1190 errichtet, lag aber in einer sumpfigen Flussaue der Bega, die kein geeignetes Gelände für die Anlage einer Stadt bot.
So wurde Lemgo um 1190 nordwestlich davon auf trockenem Gebiet von Bernhard II. gegründet und entwickelte sich dank seiner Lage am Kreuzungspunkt zweier wichtiger Handelswege des Mittelalters für lange Zeit zur größten und bedeutendsten Stadt der Grafschaft Lippe. 1215 wurde die Pfarrkirche St. Nicolai geweiht.
Im Jahr 1231 erhob die Diözese Paderborn die Stadt zum Sitz des Archidiakons, des bischöflichen Stellvertreters, um 1235 ließ die nun ein eigenes Siegel führende Civitas Münzen prägen. Nachdem Lemgo 1245 das Stadtrecht erworben hatte und das Wandschneiderprivileg dem Gewerbe Vorrechte einräumte, beantragte die Stadt 1295 die Aufnahme in den Hansebund. Doch erst 1324 wurde sie als Hansestadt aufgenommen. Lemgo verband sich daraufhin im sogenannten Kölner Quartier mit den Städten Herford und Bielefeld, um Handel mit Tuchen, Garnen und Leinen zu treiben. Die Handelsbeziehungen der Lemgoer Kaufleute führten über Lübeck bis Visby, Stockholm und Turku in Skandinavien sowie über Bremen und Elberfeld (heute zu Wuppertal) nach Flandern, und Lemgo gewann zusehends an wirtschaftlicher Bedeutung. Zusammen mit Lippstadt konnte es zudem Einfluss auf die gräfliche Politik gewinnen. Auch sicherte sich die Stadt die Kontrolle über die Finanzverwaltung. Zudem spielte die Stadt eine gewisse Rolle bei Landfriedensbündnissen, vor allem, um den Fernhandel zu sichern, und sie nahm in der ersten Hälfte des 15. Jahrhunderts auch an Tagfahrten der Hanse teil. Möglicherweise hatte die Stadt um 1300 bereits 3500 Einwohner.
Ähnlich wie Lippstadt wurde Lemgo nach einem Dreistraßenschema angelegt und musste schon um 1265 aufgrund seines wirtschaftlichen Erfolgs durch die Anlage der Neustadt erweitert werden. Dieser Neustadt wurden durch den Edelherrn Simon I. in der am 11. November 1283 datierten Urkunde die gleichen Privilegien zuerkannt wie seinen bestehenden anderen Städten, nämlich Lippstadt, Lemgo (gemeint ist die Altstadt), Horn und Blomberg, die in der Urkunde ausdrücklich benannt wurden. Die Neustadt lag südlich der Altstadt in der feuchten Begaaue und wurde in einem Zweistraßensystem angelegt. Sie war stärker handwerklich geprägt und durch Markierungen von der Altstadt getrennt. 1365 wurden beide Stadtteile vereinigt und mit einem gemeinsamen Graben und Wall gesichert. So ist das Straßensystem aus fünf in Ost-West-Richtung verlaufenden Straßen entstanden, die durch eine Nord-Süd-Achse verbunden sind. Dies gilt als einzigartig im gesamten Raum Lippe und Ostwestfalen.

### Reformation und Hexenverfolgung

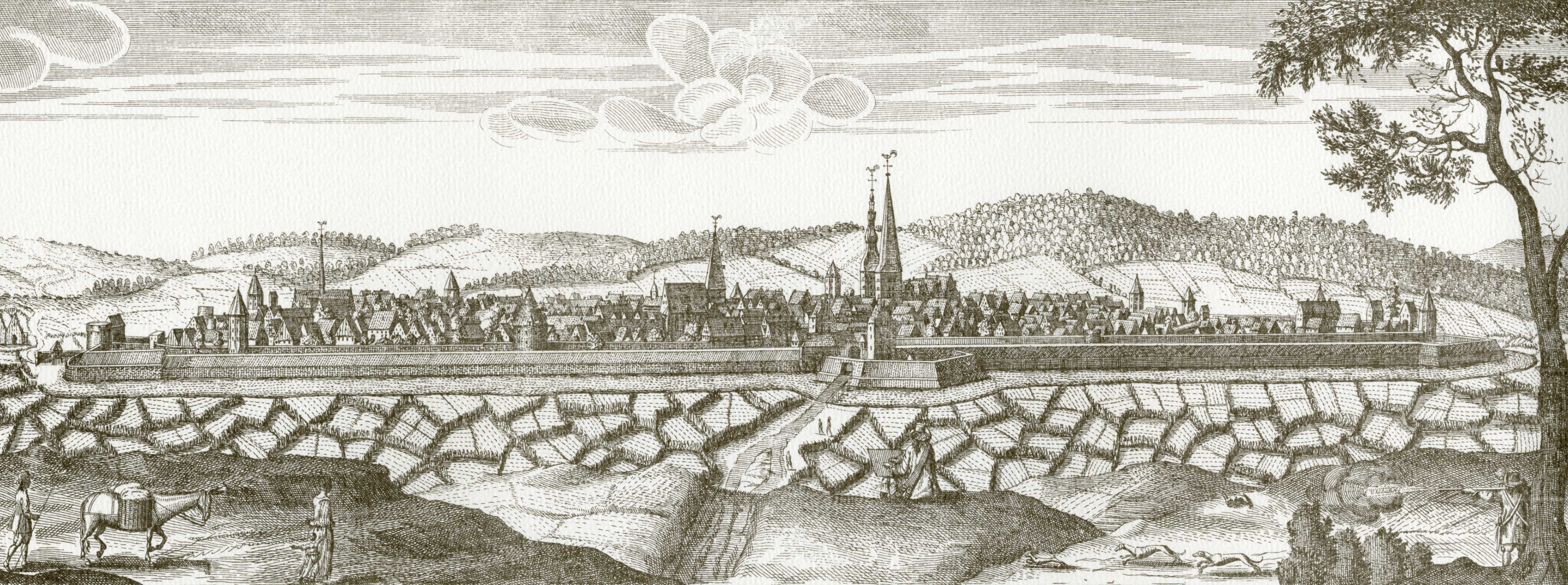
Die Stadt um 1663

Der Wohlstand der Stadt in dieser Zeit zeigt sich in den reich verzierten Steingiebel- und Fachwerkbauten, die in der gesamten Stadtmitte, vorwiegend am Marktplatz und an der Mittelstraße, zu finden sind. Der wirtschaftliche Aufschwung führte zu einem ausgeprägten Selbstbewusstsein der Bürger, das sich auch gegenüber der Kirche und dem Landesherrn äußerte. Bevor die Grafschaft Lippe 1538 zum evangelischen Bekenntnis übertrat, formierte sich in Lemgo in den 1520er Jahren eine reformatorische Bewegung, die 1533 die Einführung der Reformation in der Stadt erreichte. 1605 trat Graf Simon VI. offiziell zum evangelisch-reformierten Bekenntnis über, so dass in Lippe nach dem Prinzip cuius regio, eius religio der Wechsel vom lutherischen zum reformierten Bekenntnis durchgeführt wurde. Nach jahrelangen Auseinandersetzungen erlaubte der Röhrentruper Rezess 1617 der Stadt, dennoch beim lutherischen Bekenntnis zu bleiben.

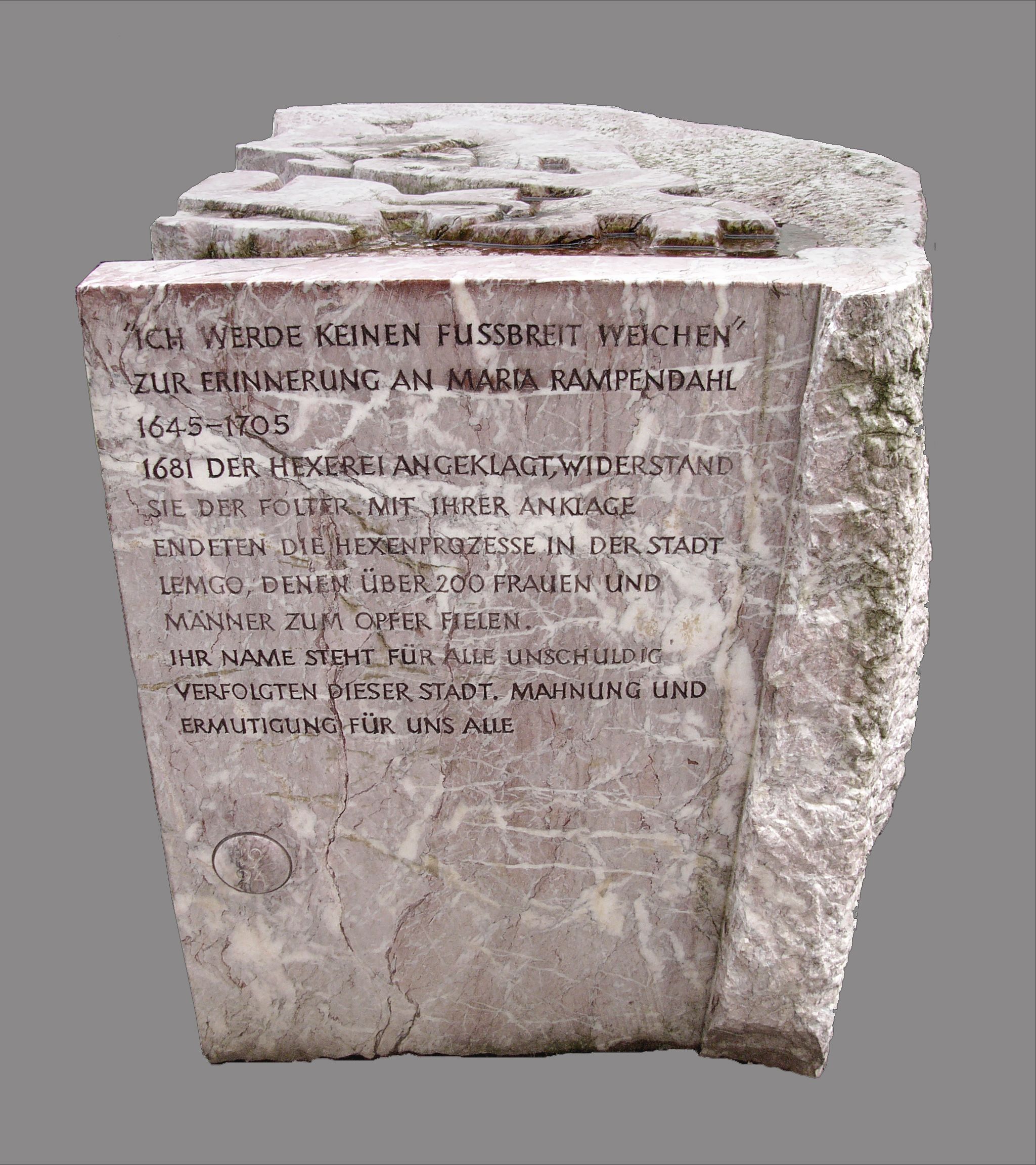
Denkmal für Maria Rampendahl an der Kirche St. Nicolai

Eine schwere wirtschaftliche Krise, ausgelöst durch den Dreißigjährigen Krieg (1618–1648), mit Pestepidemien, Einquartierungen und Kontributionsleistungen, brachte Armut und Elend in die Stadt und ließ sie zu einer unbedeutenden Ackerbürgerstadt absinken.
Eines der schönsten Bürgerhäuser, mit einem reich verzierten Renaissance-Giebel versehen, ist das Krüwelhaus an der unteren Breiten Straße. Besser bekannt ist dieses Gebäude unter dem Namen Hexenbürgermeisterhaus und erinnert damit an die dunkelste Zeit in Lemgos Geschichte. Hier wohnte im 17. Jahrhundert Bürgermeister Hermann Cothmann (1629–1683), der eine führende Rolle bei der Hexenverfolgung spielte. Die Folgen des Dreißigjährigen Krieges und von Pestepidemien führten zu den Hexenprozessen, bei denen zahlreiche unschuldige Frauen und Männer der Zauberei angeklagt wurden. Sich gegen diesen Vorwurf zu wehren, war praktisch unmöglich, denn unter der Folter, peinliche Befragung genannt, wurde von jedem ein Geständnis erzwungen. Danach verbrannte man die der Hexerei überführten Delinquenten auf dem Scheiterhaufen. Bis zum Jahr 1681 verloren auf diese Weise allein in Lemgo 272 Frauen und Männer ihr Leben, darunter Pfarrer Andreas Koch. Damit nahm die Stadt in Lippe eine Sonderstellung ein und bekam den Beinamen Lemgo, das Hexennest. Die letzte Person, die in einem Hexenprozess 1681 angeklagt wurde, war Maria Rampendahl. Sie widerstand der Folter und kam mit dem Leben davon, musste aber die Stadt und das Land verlassen. Im Hexenbürgermeisterhaus befindet sich ein Museum, in dem bis vor wenigen Jahren Nachbauten der damals eingesetzten Folterinstrumente ausgestellt waren. Im Stadtarchiv Lemgo sind die entsprechenden Hexenprozessakten und weitere Dokumente zur Stadtgeschichte einsehbar.
Am 18. Juni 2012 hat der Rat der Stadt Lemgo bestätigt, dass durch den Ratsbeschluss zur Errichtung des „Steins des Anstoßes“ (Denkmal für Maria Rampendahl – siehe Foto) vom 20. Januar 1992 in Lemgo die Opfer der Hexenprozesse rehabilitiert worden sind.

### Neuzeit und Industrialisierung
Die Ackerbürger- und Handwerkerstadt konnte nicht mehr an den wirtschaftlichen Erfolg der Hansezeit anknüpfen. Inzwischen hatte sich Detmold zur Residenzstadt entwickelt, die Lemgo an Bedeutung und Einwohnerzahl alsbald überflügelte. Im 18. Jahrhundert war die Herstellung von Meerschaumpfeifen in Lemgo bedeutend. Später erlangte der Wagen- und Kutschenbau zu einiger Relevanz. Im 19. Jahrhundert eröffnete die Verarbeitung von Seide durch die Firma A. Köttgen junior ihren Betrieb in Lemgo. 1861 erreichte diese Firma mit 103 Arbeitskräften ihren Höchststand. Sie darf als Initialzündung der Lemgoer Industrieentwicklung gelten und bestand bis in die 1880er Jahre. Bereits im 16. Jahrhundert war Lemgo das Zentrum des lippischen Leinengewerbes gewesen, wurde aber von Bielefeld und Osnabrück in dieser Rolle abgelöst. Erst Mitte des 18. Jahrhunderts wandte sich die Kaufmannsfamilie Kracht aus Lemgo wieder dem Leinenhandel zu, bis sie schließlich 1887/88 eine von zwei lippischen Leinenfabriken in Lemgo errichtete. Neben der Leineweberei florierte zu dieser Zeit die Verarbeitung von Tabak, die in Lemgo teils in heimgewerblichen Betrieben erfolgte, aber auch in zwei Fabriken, von denen die eine, die Fa. Th. Schmidt & Co. noch bis 1987 Zigarren produzierte. 1664 wurde von den Brüdern Albert und Heinrich Meyer eine Buchdruckerei gegründet, aus der die spätere Meyersche Hofbuchhandlung hervorging. Besonders erfolgreich waren im 18. Jahrhundert die Reisebeschreibungen von Engelbert Kaempfer über Persien, Indien und Japan. Dieser Erfolg in der Druck- und Verlagsarbeit verhalf der Stadt zu dem Beinamen Westfälisches Leipzig.
Engelbert Kaempfer (1651–1712), nach dem ein Gymnasium in Lemgo benannt ist, gehört zu den bedeutendsten Söhnen der Stadt. Ab 1682 erkundete er als einer der ersten deutschen Forschungsreisenden Persien, Indien, Java und schließlich Japan, dessen Kultur, Fauna und Flora er als erster Europäer beschrieb.
Durch den Anschluss an das Eisenbahnnetz im Jahr 1896 dehnte sich die Stadt weiter aus. Wohnhäuser und Gewerbebetriebe wurden außerhalb der Wälle errichtet. Der westliche Teil des Walles wurde abgetragen, und eine breite Straße führte direkt zum Bahnhof im Süden der Stadt. In den Jahrzehnten danach entwickelten sich aus Handwerksbetrieben die ersten Möbelfabriken, und bis in die Zeit nach dem Zweiten Weltkrieg war die Möbelindustrie der beherrschende Industriezweig.

### Zeit des Nationalsozialismus und Zweiter Weltkrieg

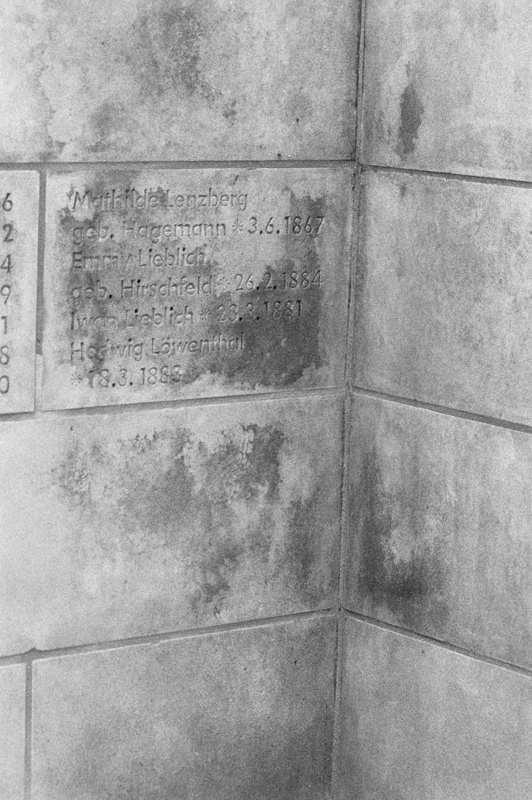
Namensnennung der Mathilde Lenzberg am Denkmal der Lemgoer Synagoge

Wie überall in Deutschland wurden auch in Lemgo Sozialdemokraten und andere für die Nationalsozialisten unbequeme Bürger aus öffentlichen Ämtern gedrängt. Die NSDAP setzte einen neuen Stadtrat ein, Bürgermeister Wilhelm Gräfer (1885–1945) durfte allerdings im Amt bleiben. Der Schneider Willy Langenberg war Mitglied der KPD und leistete aktiven Widerstand gegen die Nazis. Wegen politischer Delikte musste er von 1934 bis 1939 eine Zuchthausstrafe verbüßen und stand nach seiner Entlassung unter Beobachtung der Gestapo. 1941 ging er in den Untergrund und beging im März 1944 nach einem Feuergefecht mit der Polizei in aussichtsloser Lage Suizid.
In der Reichspogromnacht 1938 wurde die 1883 errichtete Lemgoer Synagoge angezündet, das Fotoatelier des Juden Erich Katzenstein wurde zerstört, in den Wohnungen von Mathilde Lenzberg und der jüdischen Familie Frenkel wurden Fensterscheiben eingeschlagen, bei Familie Davidsohn wurde eine Tür aufgebrochen. „Sichergestellt wurden die schweren eisernen Tore des Judenfriedhofs auf Anordnung des Herrn Bürgermeisters“ (Wilhelm Gräfer). Der alte jüdische Friedhof wurde „geschleift“, „auf dem neuen jüdischen Friedhof wurden in der Nacht vom 9. zum 10. November 1938 sieben Denkmäler umgeworfen.“ Von den 1933 in Lemgo lebenden 65 sogenannten Volljuden wurden am 28. Juli 1942 die letzten 22 im Auto nach Bielefeld gebracht und von dort in das KZ Theresienstadt deportiert. So auch Emilie Davidsohn, Erich Katzenstein, Mathilde Lenzberg, Karla Raveh und Adolf Sternheim. Nur drei der Deportierten überlebten den Holocaust.
Das Gedenkbuch des Bundesarchivs für die Opfer der nationalsozialistischen Judenverfolgung in Deutschland (1933–1945) verzeichnet namentlich 38 jüdische Einwohner Lemgos, die deportiert und größtenteils ermordet wurden.
Die Stadt überstand den Zweiten Weltkrieg bis zum Frühjahr 1945 nahezu unbeschadet. Am 3. April 1945 näherte sich von Süden her die 2. US-Panzerdivision. Zu dieser Zeit befand sich in der Bleidornkaserne (später Spiegelbergkaserne) kurzzeitig der Gefechtsstand von General Paul Goerbig und dem ihm unterstellten Kampfkommandanten von Lemgo, Hauptmann Walter Heckmann. Am Rieper Berg und bei Hörstmar wurden Panzersperren gegen die anrückenden US-Panzer vorbereitet. Lemgo sollte bis zum letzten Mann verteidigt werden. Der Fabrikant Lüpke und Bürgermeister Wilhelm Gräfer wollten mit den US-Truppen unter Lieutenant Colonel Hugh R. O’Farrell bei Hörstmar eine Übergabe der Stadt verhandeln. Bei der Rückkehr wurden beide von Hauptmann Heckmann verhaftet. Lüpke konnte bei einer Transportfahrt fliehen, Bürgermeister Gräfer wurde am 4. April in Lügde vor ein Standgericht gestellt, von General Goerbig zum Tode verurteilt und am folgenden Morgen in Bodenwerder durch SS-Soldaten auf dem Marktplatz hingerichtet. Eine Tafel an der Stadtkirche Bodenwerder erinnert daran. Der westliche Teil Lemgos geriet unterdessen unter Beschuss, und 27 deutsche Soldaten fielen im Stadtgebiet, das am Abend des 4. April 1945 von US-Truppen eingenommen wurde. Zwischen Lemgo und Groß Berkel gerieten 603 Wehrmacht-Soldaten in Kriegsgefangenschaft.

### Entwicklung 1945–1970

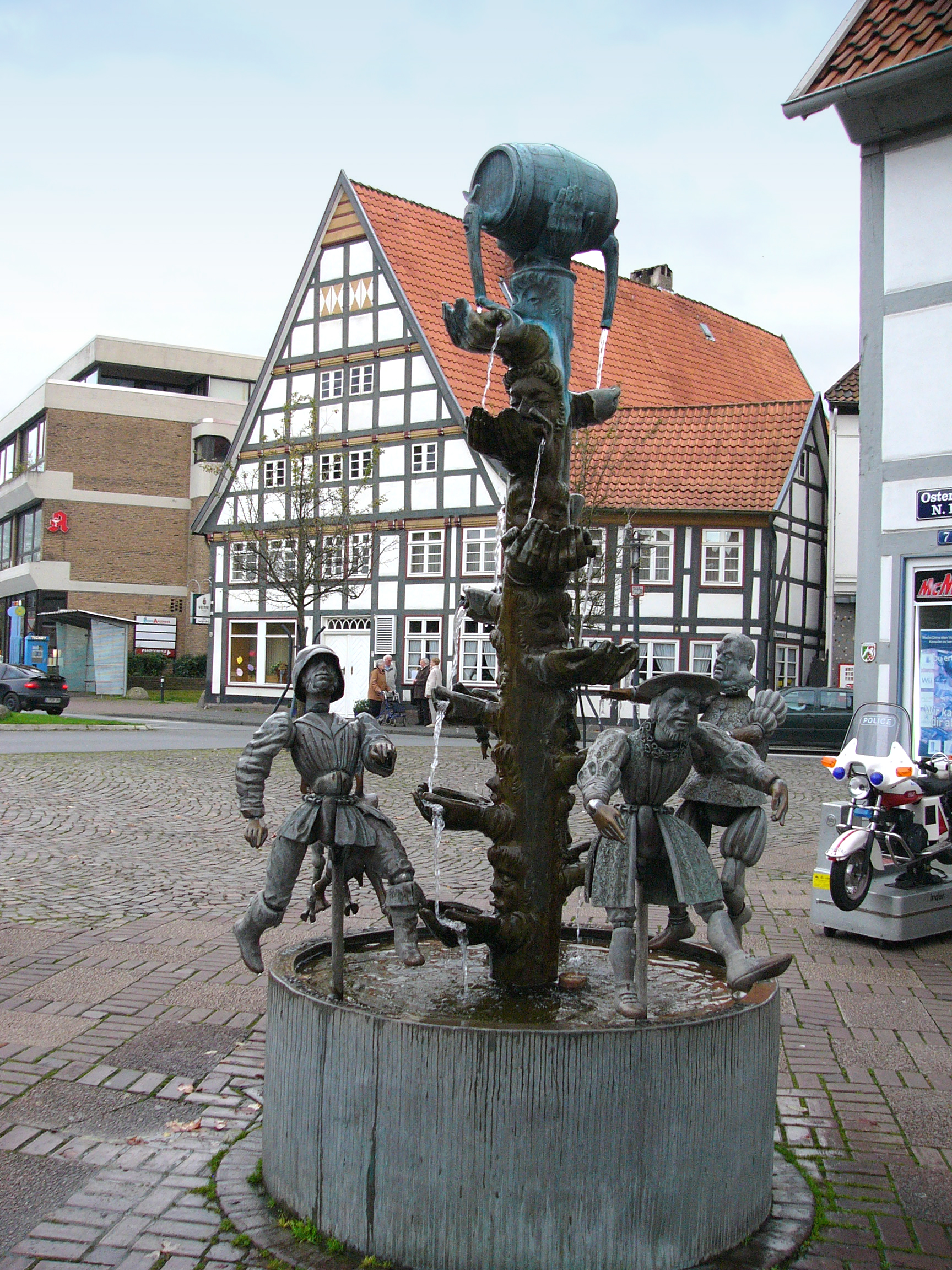
Ostertor mit Kanzlerbrunnen

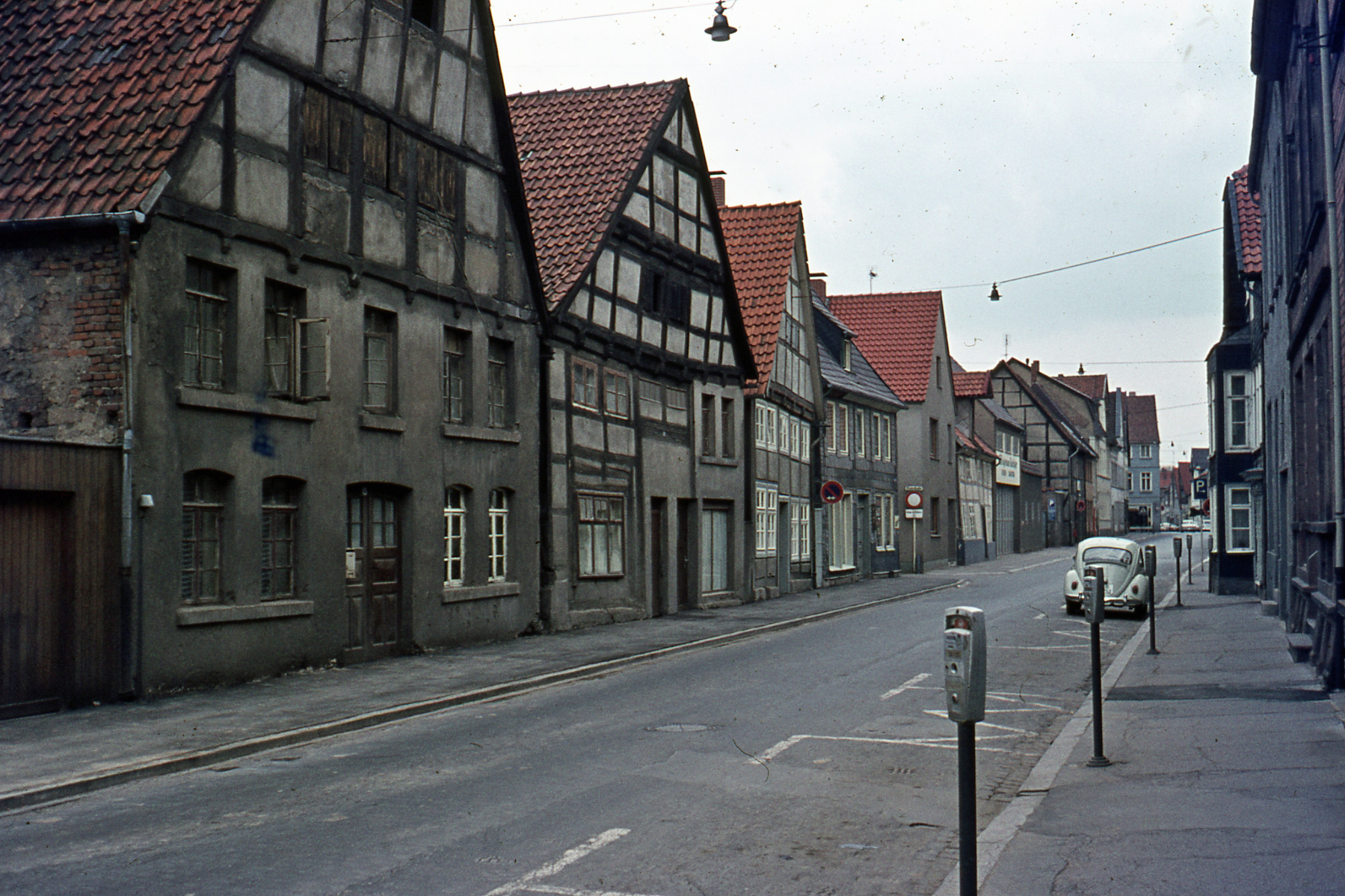
Echternstraße am 1. Mai 1970

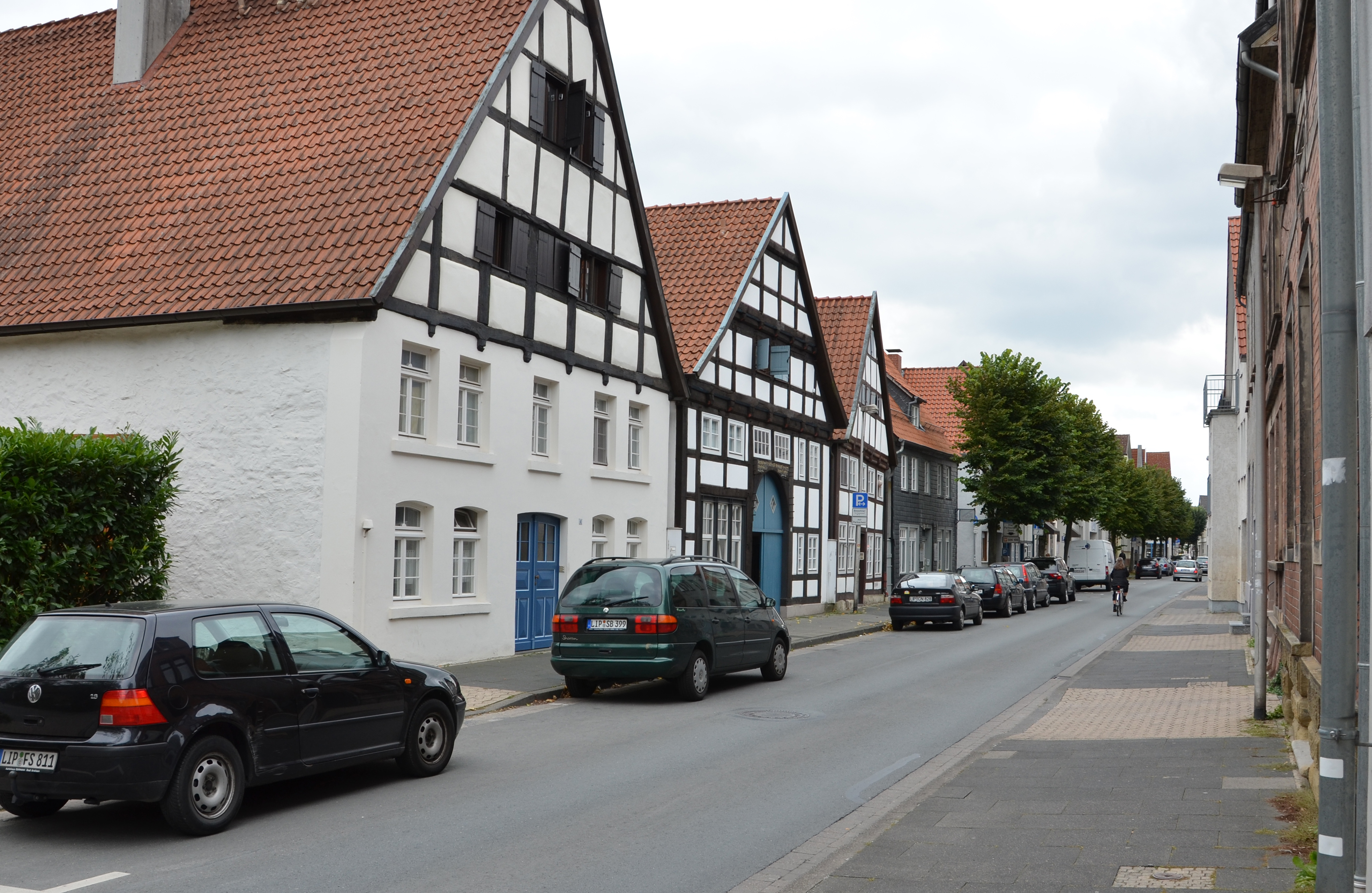
Echternstraße im Jahre 2011

Lemgo kam nach Kriegsende zur britischen Besatzungszone und unterstand dem Kommandanten Harwey, der den Landrat a. D. Clemens Becker als Bürgermeister der Stadt einsetzte.
Ab April 1945 unterhielt die Britische Rheinarmee (BAOR) die Stornoway Barracks, die ehemalige Bleidornkaserne. Am 15. März 1946 wurde durch die Britische Kontrollkommission die Einrichtung der „Deutschen Beratungsstelle für Arbeits-, Wohnungs- und Siedlungswesen“ (German Labour and Housing Agency) mit Sitz in Bad Oeynhausen angeordnet, und im Juli 1946 der frühere Präsident des Landesarbeitsamtes Nordrheinprovinz, Hermann Link, mit dem Aufbau der Dienststelle beauftragt. Als ihre vorgesetzte Dienststelle, die Manpower Division of the Control Commission for Germany (British Element) nach Lemgo umsiedelte, wurde am 12. Juli 1946 die Beratungsstelle dorthin verlegt und in den Stornoway Barracks untergebracht. Nach der Schließung des britischen Militärstützpunktes am 24. August 1993 wurden die Einrichtungen in moderne Wohngebäude umgewandelt.
Um 1950 wurden einige Betriebe der Elektro- und Beleuchtungsindustrie gegründet, die sich zu größeren Unternehmen entwickelten. Das gilt auch für ein ständig wachsendes Werk der Dentalindustrie. Längst war das Gebiet in der Grevenmarsch zu klein für die Zahl der neuen Betriebe geworden, und so wurden große Flächen nördlich von Lieme als Industriegebiet ausgewiesen. Von der einst dominierenden Möbelindustrie sind nur noch wenige Betriebe übriggeblieben.
Die Bevölkerungszahl der Stadt erhielt nach dem Krieg überwiegend durch Flüchtlinge und Vertriebene aus den ehemaligen deutschen Ostgebieten starken Zuwachs und erreichte 1949 fast 20.000 Einwohner gegenüber 13.489 im Jahr 1939. Nach der Eingliederung von 13 bisher selbständigen Gemeinden durch die Gemeindereform zählte Lemgo am 1. Januar 1969 fast 38.000 Einwohner.

### Entwicklung seit 1970 und Stadtbildpflege seit 1920
Die heutige Kernstadt hat sich gemeinsam mit Brake in den letzten Jahrzehnten bis Anfang des 21. Jahrhunderts zu einem Zentrum für Kultur und Wirtschaft entwickelt. Mit seinem spätmittelalterlichen Stadtbild ist Lemgo das Ziel zahlreicher Touristen, die alljährlich die Stadt besuchen. Verantwortlich für den Erhalt und die Pflege des alten Stadtbildes ist der Verein Alt Lemgo, der am 27. August 1920 gegründet wurde. In den 1920er Jahren wurden unter der Leitung von Karl Meier erstmals die bedeutendsten Fachwerkfassaden freigelegt, die unter Verputz versteckt waren. Nach dem Krieg wurde die Stadtbildpflege fortgesetzt, und seit 1920 wurden mehr als 300 Objekte betreut, einschließlich Beratungen und der Einwerbung und Zuteilung von Zuschüssen.
In den ersten beiden Jahrzehnten des 21. Jahrhunderts stieg die Bedeutung Lemgos als Wissenschaftsstandort. So hat sich die Technische Hochschule Ostwestfalen-Lippe (TH OWL) durch die Gründung und den Aufbau verschiedener Forschungsinstitute zu einer der zehn forschungsstärksten Hochschulen für Angewandte Wissenschaften entwickelt. Der Innovation Campus Lemgo mit seinen Akteuren bildet ein zusammenhängendes Wissenschafts- und Bildungsquartier und schafft wissensbasierte Arbeitsplätze in der Region. Das Fraunhofer-Institut als außeruniversitäre Forschungseinrichtung ist hierbei ein wichtiger Akteur.

### Eingemeindungen
Nach dem Gesetz zur Neugliederung des Landkreises Lemgo (Lemgo-Gesetz) wurden am 1. Januar 1969 die Stadt Lemgo sowie die Gemeinden Brake in Lippe, Brüntorf, Entrup, Leese, Lieme, Lüerdissen, Matorf, Voßheide, Welstorf, Wiembeck und Wahmbeck zur neuen Stadt Lemgo zusammengeschlossen. Am 1. Januar 1970 wurden mit dem Detmold-Gesetz die Gemeinden Hörstmar und Trophagen aus dem Kreis Detmold der Stadt Lemgo zugeschlagen. Seit dem 1. Januar 1973 gehört die Stadt Lemgo zum neuen Kreis Lippe, der die ehemaligen Kreise Lemgo und Detmold vereint.

### Einwohnerentwicklung
Die folgende Übersicht zeigt die Einwohnerzahlen der Stadt nach dem jeweiligen Gebietsstand, bei einigen Zahlen zusätzlich nach heutigem Gebietsstand. Bei den Zahlen handelt es sich vor 1818 um ungefähre Angaben, von 1818 bis 1970 und für 1987 um Volkszählungsergebnisse und ab 1975 um amtliche Fortschreibungen des Landesamtes für Datenverarbeitung und Statistik und Angaben der Alten Hansestadt Lemgo. Die Zahlen von 1975 bis 1985 sind geschätzte Werte, die Zahlen ab 1990 Fortschreibungen auf Basis der Ergebnisse der Volkszählung von 1987, ab 2012 Fortschreibungen auf Basis des Zensus 2011. Die Angaben beziehen sich ab 1871 sowie für 1946 auf die Ortsanwesende Bevölkerung, ab 1925 auf die Wohnbevölkerung und ab 1985 auf die Bevölkerung am Ort der Hauptwohnung. Vor 1871 wurden die Einwohnerzahlen nach uneinheitlichen Erhebungsverfahren ermittelt.

Bevölkerungsentwicklung in Lemgo von 1818 bis 2017 (untere Linie: jeweiliger Gebietsstand, obere Linie: heutiger Gebietsstand)

Lemgo nach dem damaligen Gebietsstand
| Jahr | Einwohner |
| ---- | --------- |
| 1818 | 3.903     |
| 1828 | 3.849     |
| 1835 | 3.862     |
| 1841 | 4.023     |
| 1843 | 4.005     |
| 1852 | 4.033     |
| 1858 | 4.028     |
| 1867 | 4.640     |
| 1871 | 4.801     |

| Jahr | Einwohner |
| ---- | --------- |
| 1885 | 6.443     |
| 1895 | 8.096     |
| 1905 | 9.033     |
| 1925 | 11.489    |
| 1933 | 12.390    |
| 1939 | 14.078    |
| 1946 | 18.188    |
| 1950 | 20.088    |
| 1961 | 21.365    |

Lemgo nach dem heutigen Gebietsstand
| Jahr | Einwohner |
| ---- | --------- |
| 1939 | 23.295    |
| 1950 | 33.599    |
| 1961 | 34.421    |
| 1969 | 38.526    |
| 1970 | 38.743    |
| 1974 | 39.701    |
| 1975 | 39.662    |
| 1980 | 39.864    |
| 1985 | 38.916    |
| 1987 | 38.151    |
| 1990 | 39.485    |

| Jahr | Einwohner |
| ---- | --------- |
| 1995 | 41.403    |
| 2000 | 41.995    |
| 2005 | 42.156    |
| 2007 | 41.867    |
| 2010 | 41.424    |
| 2012 | 40.808    |
| 2015 | 41.276    |
| 2016 | 41.087    |
| 2017 | 40.871    |
| 2018 | 40.696    |
| 2019 | 40.619    |

| Jahr | Einwohner |
| ---- | --------- |
| 2020 | 40.456    |
| 2021 | 40.345    |
| 2022 | 40.594    |
| 2023 | 40.531    |
| 2024 | 39.905    |

### Religionen

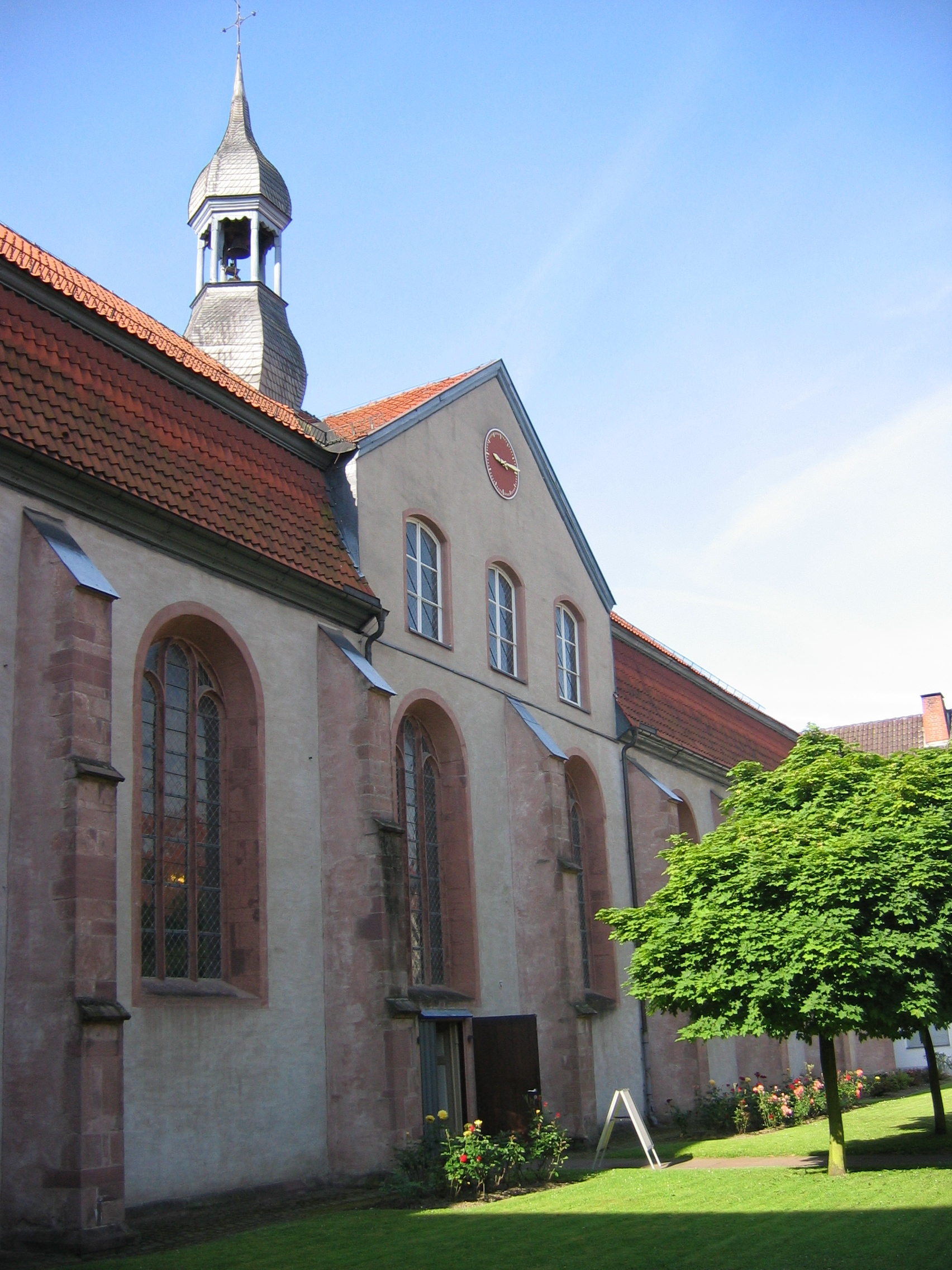
Ev.-ref. Pfarrkirche St. Johann

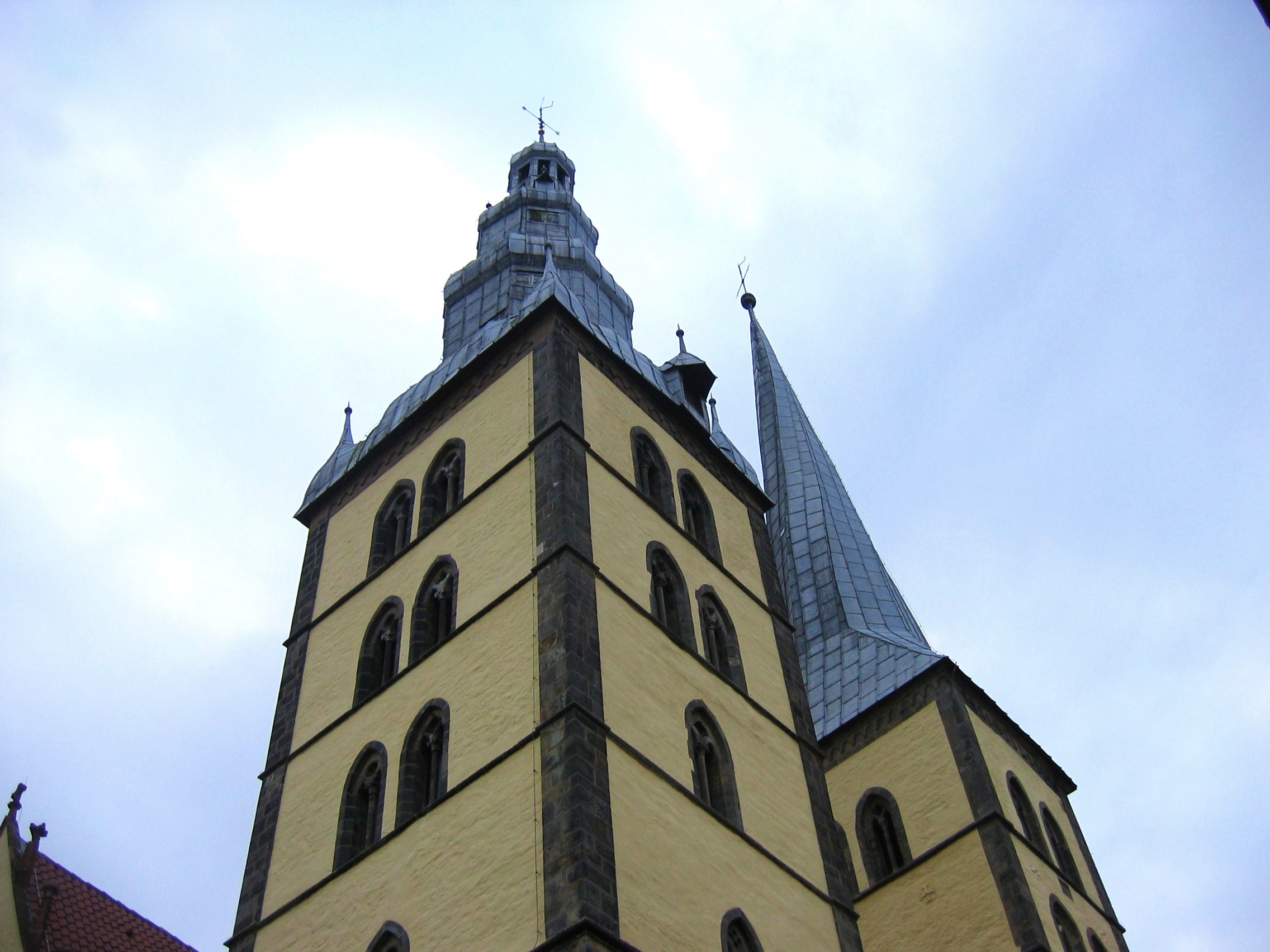
Ev.-luth. Pfarrkirche St. Nicolai

Bereits 1518 wurden Luthers Thesen vom späteren Bürgermeister Ernst von Wipper und anderen von der Kanzel verlesen, und der Ort entwickelte sich neben Lippstadt zu einem Zentrum der Reformation. In den folgenden Jahren besuchten immer mehr Bürger den evangelischen Gottesdienst und sangen vor und nach der Predigt deutsche statt lateinische Kirchenlieder. Obwohl der lippische Landesherr Simon V. die Reformation ablehnte, konnte er die selbstbewussten Lemgoer Bürger nicht einschüchtern. Im Jahr 1537 wurde die Braunschweiger Kirchenordnung des Reformators Johannes Bugenhagen offiziell angenommen. Lippe wandte sich im 17. Jahrhundert unter Simon VI. dem Calvinismus zu, dem sich Lemgo in einer zweiten Reformation offen widersetzte. Die Stadt konnte sich vor Gericht durchsetzen und blieb lutherisch. Im sogenannten Röhrentruper Rezess wurden die Streitigkeiten zwischen der größten Stadt Lippes und dem Landesherrn beigelegt, ihre Bürger mussten aber die Herrschaft der lippischen Grafen weiterhin anerkennen.
Die Mehrheit der heutigen Bevölkerung Lemgos gehört historisch bedingt zur lutherischen „Klasse“ der mehrheitlich evangelisch-reformierten Lippischen Landeskirche. In Lemgo gibt es sowohl evangelisch-lutherische als auch evangelisch-reformierte Kirchengemeinden. Die beiden evangelisch-reformierten Kirchengemeinden in Lemgo sind St. Johann und St. Pauli. Darüber hinaus gibt es drei evangelisch-lutherische Kirchengemeinden, die mit den übrigen lutherischen Kirchengemeinden Lippes einen eigenen Kirchenkreis, in Lippe „Klasse“ genannt, bilden und ebenfalls zur Landeskirche gehören: St. Nicolai, St. Marien und Eben-Ezer. Alle Kirchen gehören der Lippischen Landeskirche an, teilen sich aber in die Klassen lutherisch und Brake (reformiert) auf.
Die einzige römisch-katholische Kirchengemeinde feiert ihre Gottesdienste in der Heilig-Geist-Kirche. Mit vier weiteren Gemeinden gehört sie zum Pastoralverbund Lemgo-Nordlippe im Dekanat Bielefeld-Lippe des Erzbistums Paderborn.
Für die Moslems im Stadtgebiet gibt es die Türkische Ahmet-Yesevi-Moschee, die zur Türkisch-Islamischen Union der Anstalt für Religion (DİTİB) gehört.
Ein Indiz für die Verteilung der Religionen kann die konfessionelle Zugehörigkeit der Lemgoer Schüler sein. Demnach sind rund 68 % der Schüler evangelisch, 10 % katholisch, 4 % islamisch. 7 % geben an, einer sonstigen Konfession anzugehören, 11 % rechnen sich keiner Konfession zu.

## Politik

### Stadtrat
Der Lemgoer Stadtrat besteht aus 48 Ratsmitgliedern. Hinzu kommt der Bürgermeister als Ratsvorsitzender. Der Rat wird alle fünf Jahre neu gewählt. Die nächste Wahl findet 2025 statt. Im Diagramm ist die Sitzverteilung im Lemgoer Stadtrat seit 2020 dargestellt, die Tabelle zeigt die Kommunalwahlergebnisse seit 1975:
| Sitzverteilung im Stadtrat 2020Insgesamt 48 Sitze - Linke: 1 - SPD: 12 - Grüne: 9 - BfL: 4 - SoLe: 1 - eL: 1 - FDP: 3 - Aufbruch C: 1 - CDU: 14 - AfD: 2 - Die Sitzzahl wurde von 40 auf 48 aufgestockt | [ 45 ] [ 46 ] [ 47 ] | 2020    | 2020    | 2014    | 2014    |
| Sitzverteilung im Stadtrat 2020Insgesamt 48 Sitze - Linke: 1 - SPD: 12 - Grüne: 9 - BfL: 4 - SoLe: 1 - eL: 1 - FDP: 3 - Aufbruch C: 1 - CDU: 14 - AfD: 2 - Die Sitzzahl wurde von 40 auf 48 aufgestockt | Partei               | Sitze   | %       | Sitze   | %       |
| Sitzverteilung im Stadtrat 2020Insgesamt 48 Sitze - Linke: 1 - SPD: 12 - Grüne: 9 - BfL: 4 - SoLe: 1 - eL: 1 - FDP: 3 - Aufbruch C: 1 - CDU: 14 - AfD: 2 - Die Sitzzahl wurde von 40 auf 48 aufgestockt | CDU                  | 14      | 29,69   | 13      | 34,31   |
| Sitzverteilung im Stadtrat 2020Insgesamt 48 Sitze - Linke: 1 - SPD: 12 - Grüne: 9 - BfL: 4 - SoLe: 1 - eL: 1 - FDP: 3 - Aufbruch C: 1 - CDU: 14 - AfD: 2 - Die Sitzzahl wurde von 40 auf 48 aufgestockt | SPD                  | 12      | 24,09   | 12      | 30,37   |
| Sitzverteilung im Stadtrat 2020Insgesamt 48 Sitze - Linke: 1 - SPD: 12 - Grüne: 9 - BfL: 4 - SoLe: 1 - eL: 1 - FDP: 3 - Aufbruch C: 1 - CDU: 14 - AfD: 2 - Die Sitzzahl wurde von 40 auf 48 aufgestockt | BfL 1                | 04      | 08,21   | 06      | 14,27   |
| Sitzverteilung im Stadtrat 2020Insgesamt 48 Sitze - Linke: 1 - SPD: 12 - Grüne: 9 - BfL: 4 - SoLe: 1 - eL: 1 - FDP: 3 - Aufbruch C: 1 - CDU: 14 - AfD: 2 - Die Sitzzahl wurde von 40 auf 48 aufgestockt | Grüne                | 09      | 18,76   | 04      | 10,02   |
| Sitzverteilung im Stadtrat 2020Insgesamt 48 Sitze - Linke: 1 - SPD: 12 - Grüne: 9 - BfL: 4 - SoLe: 1 - eL: 1 - FDP: 3 - Aufbruch C: 1 - CDU: 14 - AfD: 2 - Die Sitzzahl wurde von 40 auf 48 aufgestockt | FDP                  | 03      | 05,54   | 02      | 05,00   |
| Sitzverteilung im Stadtrat 2020Insgesamt 48 Sitze - Linke: 1 - SPD: 12 - Grüne: 9 - BfL: 4 - SoLe: 1 - eL: 1 - FDP: 3 - Aufbruch C: 1 - CDU: 14 - AfD: 2 - Die Sitzzahl wurde von 40 auf 48 aufgestockt | Linke                | 01      | 02,79   | 02      | 03,86   |
| Sitzverteilung im Stadtrat 2020Insgesamt 48 Sitze - Linke: 1 - SPD: 12 - Grüne: 9 - BfL: 4 - SoLe: 1 - eL: 1 - FDP: 3 - Aufbruch C: 1 - CDU: 14 - AfD: 2 - Die Sitzzahl wurde von 40 auf 48 aufgestockt | Piraten              | 0–      | 0–      | 01      | 02,16   |
| Sitzverteilung im Stadtrat 2020Insgesamt 48 Sitze - Linke: 1 - SPD: 12 - Grüne: 9 - BfL: 4 - SoLe: 1 - eL: 1 - FDP: 3 - Aufbruch C: 1 - CDU: 14 - AfD: 2 - Die Sitzzahl wurde von 40 auf 48 aufgestockt | eL 2                 | 01      | 01,85   | –       | –       |
| Sitzverteilung im Stadtrat 2020Insgesamt 48 Sitze - Linke: 1 - SPD: 12 - Grüne: 9 - BfL: 4 - SoLe: 1 - eL: 1 - FDP: 3 - Aufbruch C: 1 - CDU: 14 - AfD: 2 - Die Sitzzahl wurde von 40 auf 48 aufgestockt | SoLe 3               | 01      | 03,10   | –       | –       |
| Sitzverteilung im Stadtrat 2020Insgesamt 48 Sitze - Linke: 1 - SPD: 12 - Grüne: 9 - BfL: 4 - SoLe: 1 - eL: 1 - FDP: 3 - Aufbruch C: 1 - CDU: 14 - AfD: 2 - Die Sitzzahl wurde von 40 auf 48 aufgestockt | Aufbruch C           | 01      | 02,32   | –       | –       |
| Sitzverteilung im Stadtrat 2020Insgesamt 48 Sitze - Linke: 1 - SPD: 12 - Grüne: 9 - BfL: 4 - SoLe: 1 - eL: 1 - FDP: 3 - Aufbruch C: 1 - CDU: 14 - AfD: 2 - Die Sitzzahl wurde von 40 auf 48 aufgestockt | AfD                  | 02      | 03,64   | –       | –       |
| Sitzverteilung im Stadtrat 2020Insgesamt 48 Sitze - Linke: 1 - SPD: 12 - Grüne: 9 - BfL: 4 - SoLe: 1 - eL: 1 - FDP: 3 - Aufbruch C: 1 - CDU: 14 - AfD: 2 - Die Sitzzahl wurde von 40 auf 48 aufgestockt | Gesamt 4             | 48      | 100     | 40      | 100     |
| Sitzverteilung im Stadtrat 2020Insgesamt 48 Sitze - Linke: 1 - SPD: 12 - Grüne: 9 - BfL: 4 - SoLe: 1 - eL: 1 - FDP: 3 - Aufbruch C: 1 - CDU: 14 - AfD: 2 - Die Sitzzahl wurde von 40 auf 48 aufgestockt | Wahlbeteiligung      | 56,37 % | 56,37 % | 53,15 % | 53,15 % |

|                 | 2009    | 2009    | 2004    | 2004    | 1999    | 1999    | 1994    | 1994    | 1989    | 1989    | 1984    | 1984    | 1979    | 1979    | 1975    | 1975    |
| Partei          | Sitze   | %       | Sitze   | %       | Sitze   | %       | Sitze   | %       | Sitze   | %       | Sitze   | %       | Sitze   | %       | Sitze   | %       |
| --------------- | ------- | ------- | ------- | ------- | ------- | ------- | ------- | ------- | ------- | ------- | ------- | ------- | ------- | ------- | ------- | ------- |
| CDU             | 16      | 34,55   | 18      | 46,21   | 21      | 47,71   | 18      | 39,44   | 15      | 33,09   | 16      | 35,18   | 18      | 41,04   | 20      | 44,17   |
| SPD             | 13      | 28,36   | 15      | 36,31   | 17      | 39,05   | 21      | 44,63   | 24      | 50,79   | 23      | 50,54   | 23      | 50,75   | 22      | 48,53   |
| BfL 1           | 07      | 15,96   | –       | –       | –       | –       | –       | –       | –       | –       | –       | –       | –       | –       | –       | –       |
| Grüne           | 04      | 08,55   | 05      | 11,50   | 03      | 07,50   | 04      | 10,52   | 03      | 07,92   | 03      | 07,95   | –       | –       | –       | –       |
| FDP             | 04      | 07,82   | 02      | 05,98   | 03      | 05,75   | 02      | 05,41   | 03      | 08,20   | 03      | 06,34   | 04      | 08,21   | 03      | 07,27   |
| Linke           | 01      | 02,90   | –       | –       | –       | –       | –       | –       | –       | –       | –       | –       | 0–      | 0–      | –       | –       |
| pro NRW         | 01      | 01,86   | –       | –       | –       | –       | –       | –       | –       | –       | –       | –       | 0–      | 0–      | –       | –       |
| Sonstige        | –       | –       | –       | –       | –       | –       | –       | –       | –       | –       | –       | –       | 0       | 00,03   | –       | –       |
| Gesamt 4        | 46      | 100     | 40      | 100     | 44      | 100     | 45      | 100     | 45      | 100     | 45      | 100     | 45      | 100     | 45      | 100     |
| Wahlbeteiligung | 57,66 % | 57,66 % | 59,30 % | 59,30 % | 61,33 % | 61,33 % | 82,36 % | 82,36 % | 70,44 % | 70,44 % | 73,61 % | 73,61 % | 76,94 % | 76,94 % | 88,15 % | 88,15 % |

### Bürgermeister
Wie in anderen Kommunen ebenfalls üblich, waren in Lemgo bis 1994 die Ämter des ehrenamtlichen Bürgermeisters und des hauptamtlichen Stadtdirektors getrennt. Erster hauptamtlicher Bürgermeister von Lemgo war demnach Reinhard Wilmbusse.
- 1858–1879: Honerla
- 1879–1886: Johannes Adalbert König
- 1886–1916: Ernst Höland (1854–1923)[49]
- 1916–1920: Franz Möller
- 1921–1923: Karl Otto Floret
- 1924–1945: Wilhelm Gräfer
- 1945 Clemens Becker (SPD), Vorsitzender des Lippischen Landespräsidiums a. D., Landrat a. D.
- 1946–1947: Otto Drewes (CDU)
- 1947–1952: Johannes Kuhlmann (CDU)
- 1952–1954: Wolfgang Klasing (FDP)
- 1954–1956: Wilhelm Wippermann (FDP)
- 1956–1969: Wilhelm Wippermann (FDP), im Wechsel mit August Flohr (SPD)
- 1969–1971: Helmut Krüger (CDU)
- 1971–1999: Reinhard Wilmbusse (SPD)
- 1999–2020: Reiner Austermann (CDU)[50]
- seit 2020: Markus Baier (parteilos)[51][52]

### Wappen
| Wappen der Stadt Lemgo | Blasonierung: „In Silber (Weiß) eine blaue fünfblättrige Rose mit goldenem (gelbem) Butzen.“ |
| Wappen der Stadt Lemgo | Wappenbegründung: Bei der Neuordnung der Stadt Lemgo zum 1. Januar 1969 wurde mit Genehmigung vom 20. Januar 1972 das frühere Stadtwappen übernommen. Die erste Darstellung der Rose ist für 1248 im Hauptsiegel der Stadt Lemgo nachgewiesen, das um 1200 entstanden ist. Aus dem Sekretsiegel der Stadt wurde im 14. Jahrhundert das Stadtwappen entwickelt. Sekretsiegel waren im Spätmittelalter allgemein als Kontrollsiegel verbreitet. Seit dem 16. Jahrhundert lässt sich die Farbe Blau für die Rose nachweisen. Die Farbe wurde mutmaßlich als Unterscheidung zur roten Lippischen Rose gewählt. |

### Flagge und Banner
|  | 00Hissflagge: „Die Flagge ist blau-weiß geteilt mit dem Wappen in der Mitte zum Liek hin verschoben.“ |

|  | 00Banner: „Das Banner ist blau-weiß gespalten; oberhalb der Mitte das Wappen.“ |

### Städtepartnerschaften
Lemgo unterhält Städtepartnerschaften mit Vandœuvre-lès-Nancy, Beverley und Stendal.
- Die Abteilung Biologie der Université de Technologie der Lothringer Stadt Vandœuvre-lès-Nancy suchte 1973 für den Studentenaustausch eine gleichartige Hochschule in Deutschland und fand in der damaligen Fachhochschule Lemgo (heute: Technische Hochschule Ostwestfalen-Lippe) den entsprechenden Partner. Noch im selben Jahr fand der erste Austausch statt. Die Besuche waren von offiziellen Empfängen in den Rathäusern begleitet, so dass sich der Bürgermeister von Vandœuvre für eine Ausweitung der Partnerschaft auf die Städte aussprach. Ab 1976 besuchten sich Delegationen der beiden Städte gegenseitig. Die Beziehungen konnten sich schnell auf Schulen und Vereine ausweiten. Im Oktober 1978 wurde die Städtepartnerschaft in Vandœuvre und am 19. Mai 1979 in Lemgo offiziell vereinbart.[57]
- Da zwischen dem ehemaligen Kreis Lemgo und East Riding of Yorkshire in England bereits eine Partnerschaft bestand, entwickelten sich die ersten Kontakte von Lemgo und der Stadt Haltemprice, später Beverley. Schnell fand Schüleraustausch statt, und die Sportvereine und Musikgruppen pflegten Kontakte. Der Rat der Stadt Beverley beschloss am 26. April 1979, eine Partnerschaft mit Lemgo einzugehen.[58]
  - Bei den Jubiläumsfeierlichkeiten wurden am 19. Mai 1979 in Lemgo die Partnerschaftsurkunden mit Vandœuvre und Beverley unterzeichnet.
- Eine Lemgoer Delegation reiste im August 1985 anlässlich der 40. Jahrestags des Atombombenabwurfs auf Hiroshima nach Japan. Dort traf man auf eine Delegation der DDR. Ein Telegramm von Erich Honecker, in dem er auf die Bedeutung der Konferenz und die wichtige Rolle der Städte und Gemeinden bei der Friedenssicherung hinwies, beantwortete der damalige Lemgoer Bürgermeister Wilmbusse, und er schlug vor, eine Partnerschaft mit einer Stadt in der DDR einzugehen. Eine Reise nach Ost-Berlin führte auch nach Stendal, wo die Lemgoer Delegation viele Gemeinsamkeiten mit ihrer Heimatstadt entdecken konnte. Es wurden erste Kontakte in Stendal geknüpft. Weitere gegenseitige Besuche folgten, und so wurde am 9. Oktober 1988 die Partnerschaft besiegelt. Nach der Deutschen Wiedervereinigung wurde die Partnerschaft zwischen Lemgo und Stendal am 3. Oktober 1990 durch einen erneuten Vertrag im Lemgoer Rathaus bekräftigt.[59]

Die Stadt ist Patenstadt für das Panzergrenadierbataillon 212 im ebenfalls lippischen Augustdorf. Darüber hinaus ist Lemgo Mitglied des Städtebundes der Neuen Hanse.

## Kultur und Sehenswürdigkeiten
Lemgos historischer Stadtkern hat den Zweiten Weltkrieg völlig unzerstört überstanden. So blieb der städtebauliche Gesamtcharakter mit den Zeugnissen aus der Zeit der Renaissance erhalten. Beim Wettbewerb des Bundesministers für Raumordnung, Bauwesen und Städtebau im Jahre 1978, der unter dem Motto „Stadtgestalt und Denkmalsschutz“ ausgeschrieben worden war, wurde Lemgo ein Preis auf Landesebene zuerkannt. Eine damit verbundene Auszeichnung auf Bundesebene im Jahre 1979 brachte für die Stadt die Auszeichnung „Silber für die Sanierung“ ein. Lemgo zählt unter die schönsten 10 Fachwerkstädte Deutschlands.

### Theater
Die Stadt Lemgo verfügt über kein eigenes Theater. In Zusammenarbeit mit dem Landestheater Detmold wird das Lemgo-Abo im Landestheater angeboten. Die Freie Theatergruppe Stattgespräch spielt im Lemgoer Bahnhof und gibt Gastspiele in anderen Orten Deutschlands.

### Museen
Das Städtische Museum Hexenbürgermeisterhaus zeigte bis vor wenigen Jahren Nachbauten einiger Folterinstrumente aus der Zeit der Hexenverfolgung. Im Museum Junkerhaus ist eine Ausstellung über das Leben und Wirken des Künstlers Karl Junker zu sehen. Das „Junkerhaus“ ist ein mit zahlreichen kunstvollen Schnitzereien versehenes Werk des Künstlers aus dem Jahre 1891. Die Städtische Galerie Haus Eichenmüller zeigt Wechselausstellungen mit Werken zeitgenössischer Künstler. Die Ölmühle ist eine funktionsfähige Wassermühle mit einem angeschlossenen Mühlenmuseum. Das Weserrenaissance-Museum Schloss Brake zeigt Beispiele aus Kunst, Kultur und Leben zur Zeit der Weserrenaissance. Die Dokumentations- und Begegnungsstätte Frenkelhaus zeigt eine ständige Ausstellung zur Geschichte der Juden in Lemgo. Das Automuseum d. kleine Lemgoer präsentiert alte Autos.

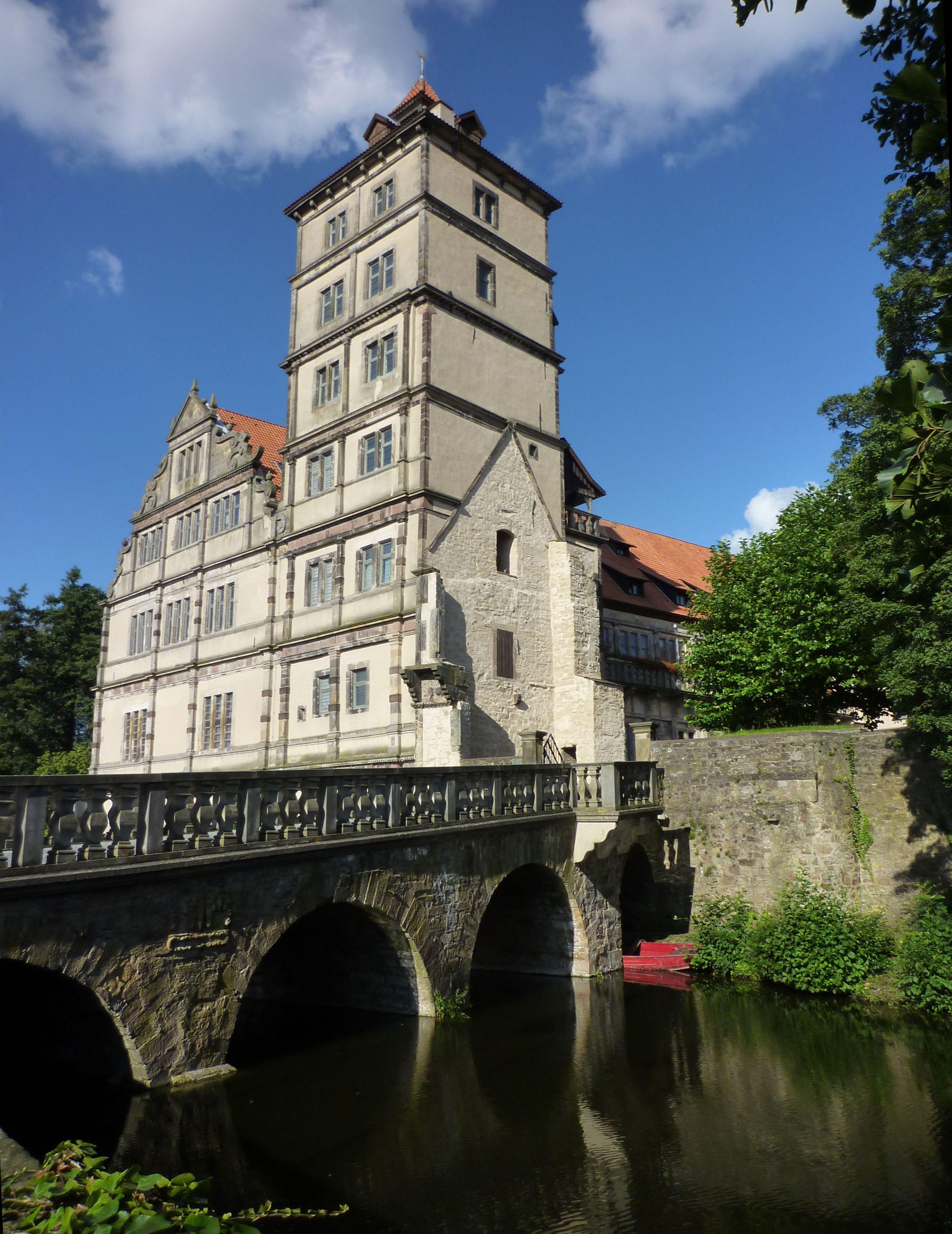
Schloss Brake
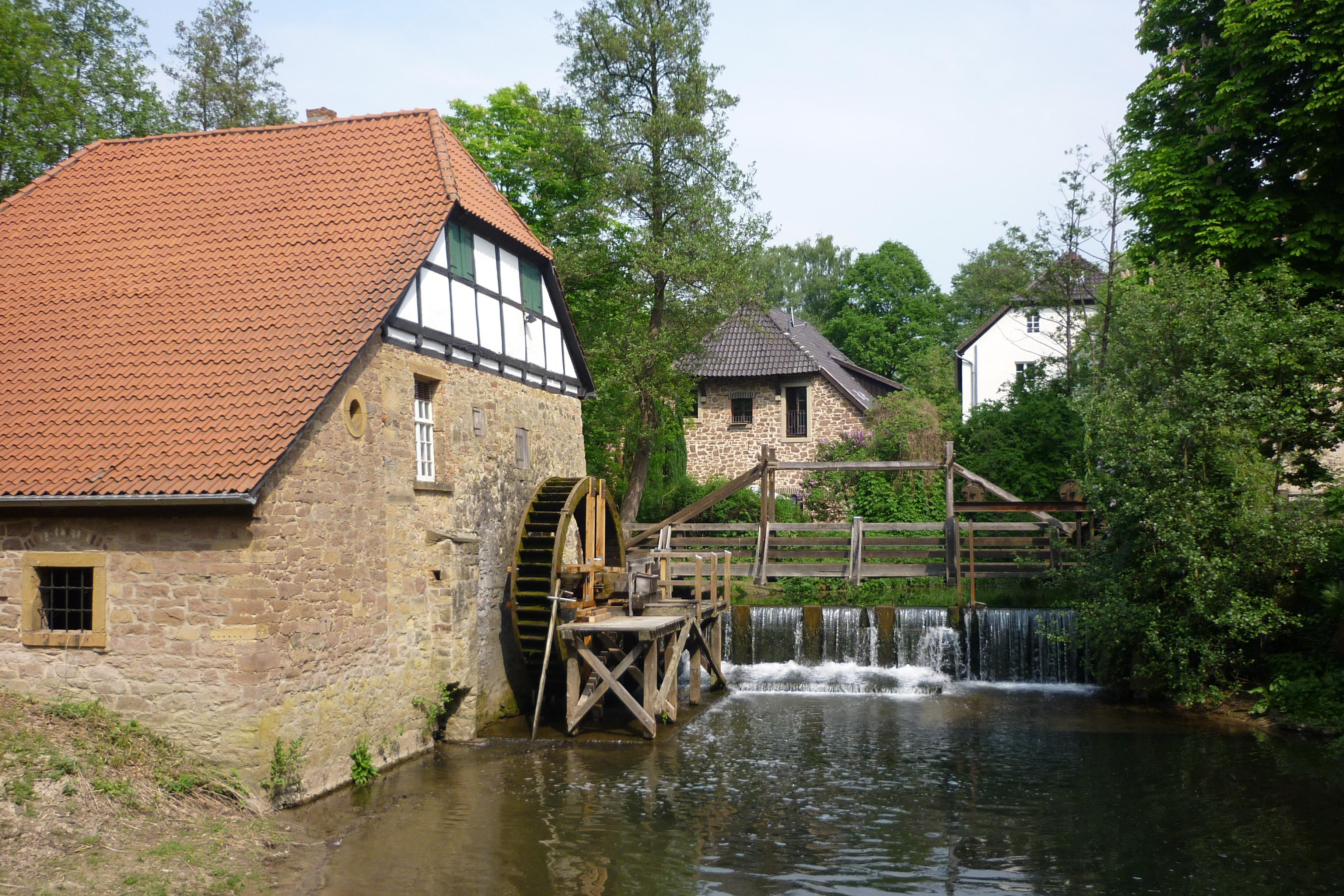
Ölmühle
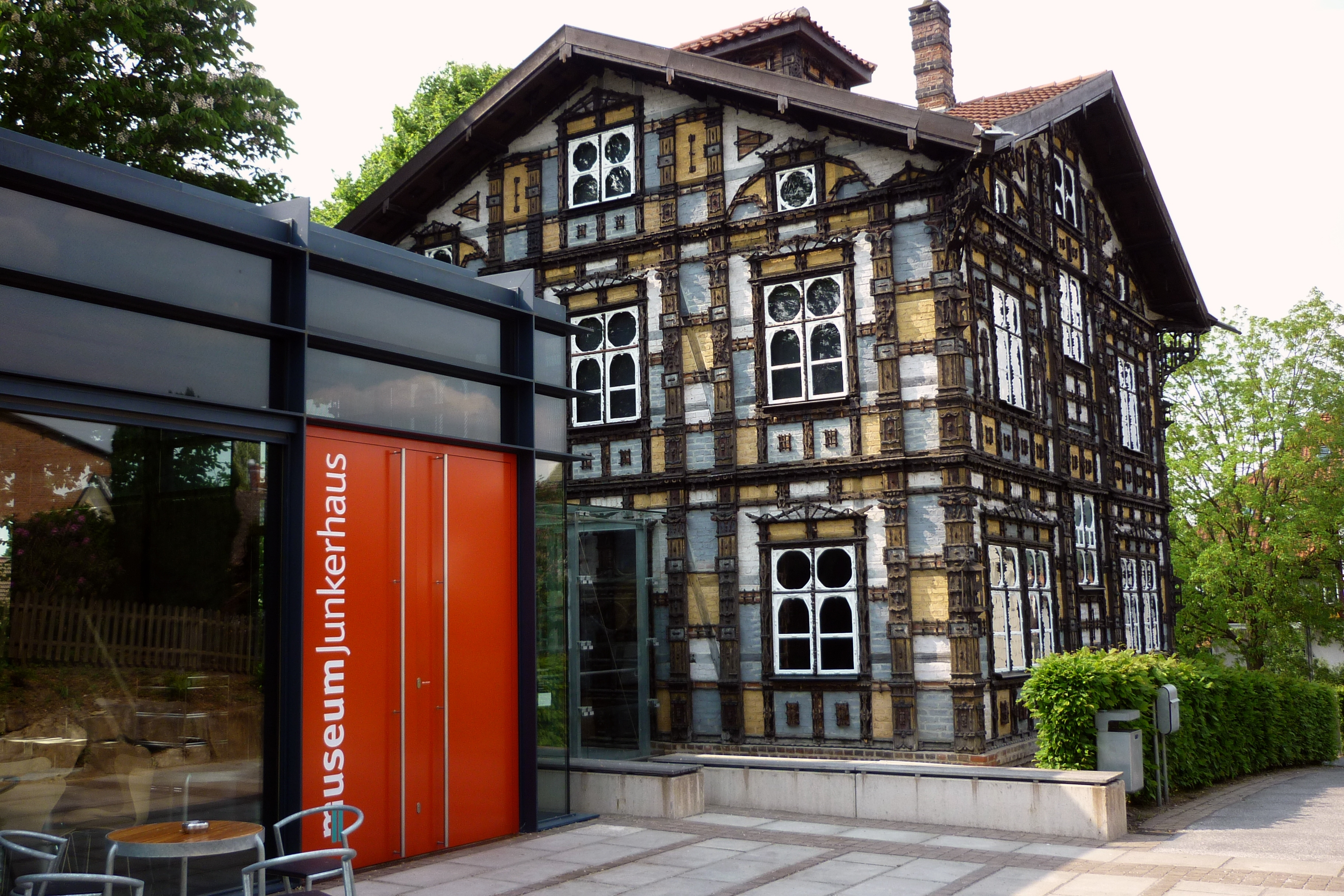
Museum Junkerhaus
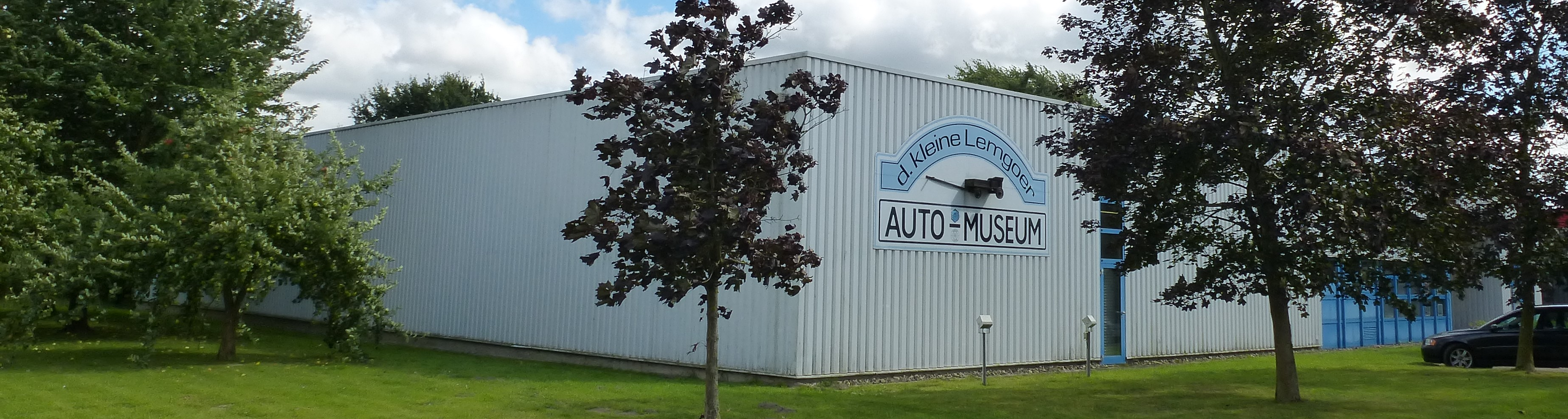
Automuseum d. kleine Lemgoer

### Musik
Das Musikangebot in der Stadt setzt sich aus der städtischen Musikschule, dem Gesangsangebot in Kinderchören, einem Gospelchor, drei Männergesangsvereinen, den Kantoreien der St. Nicolai und der Marien-Gemeinde und weiteren Chorgruppen zusammen. Neben dem musizieren drei Posaunenchöre, zwei Spielmannszüge, ein Fanfarenzug, ein Jagdhornbläsercorps und ein Kammermusikkreis.
Des Weiteren formierten sich in Lemgo zahlreiche Musikgruppen und Bands, darunter die Folk-Rock Band In Search Of A Rose, die Alternative-Rock-Band 68fl:oz, sowie die Grunge-Band Leak.

### Bauwerke

#### Hexenbürgermeisterhaus

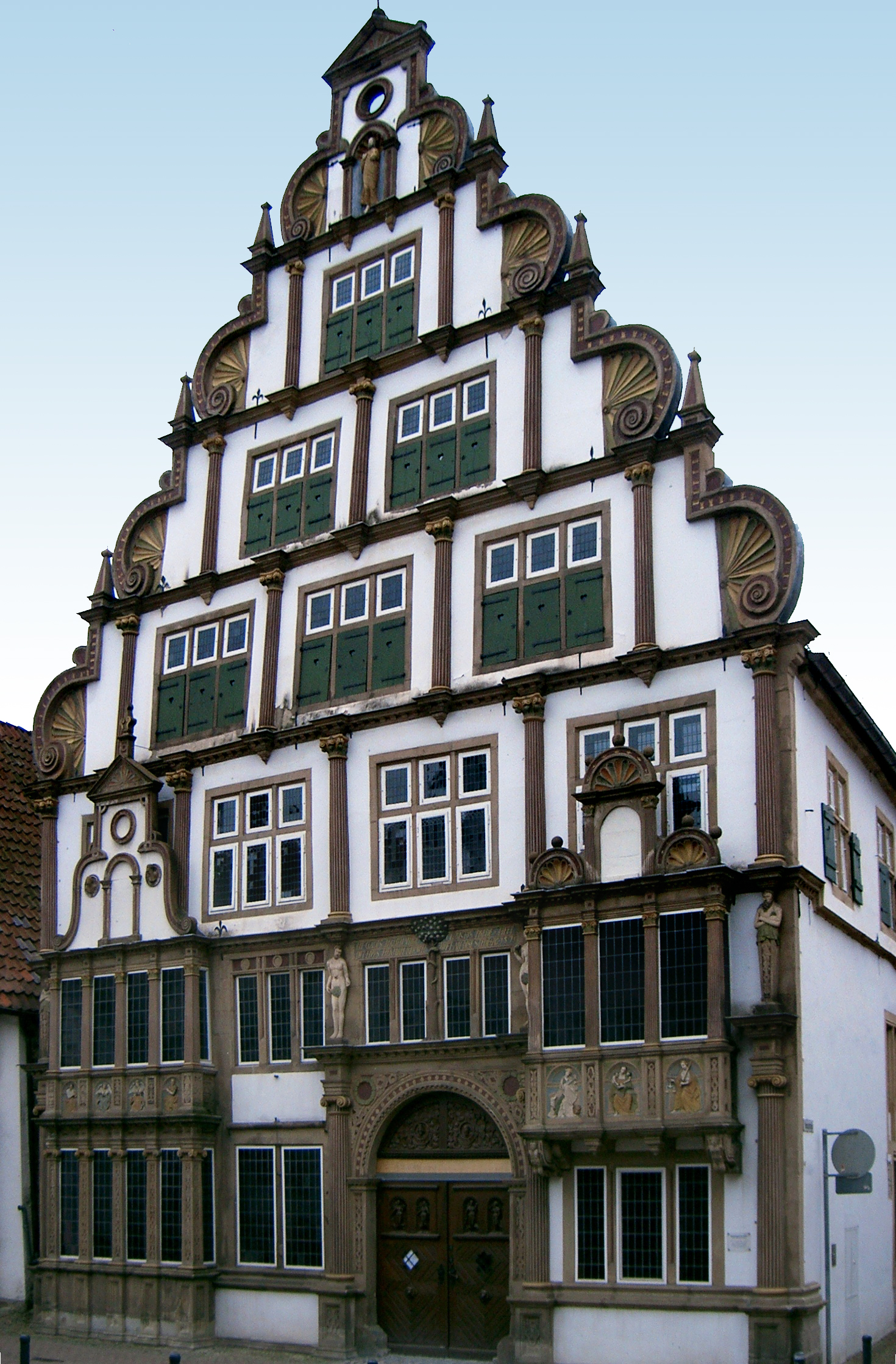
Hexenbürgermeisterhaus

Das bekannteste Haus Lemgos ist das sogenannte Hexenbürgermeisterhaus aus dem Jahre 1571 mit einer Fassade im Stile der Weserrenaissance. Seinen ungewöhnlichen Namen hat es von seinem im 17. Jahrhundert amtierenden Bürgermeister Cothmann, der aus Machtgier den Hexenwahn nutzte, um seine politischen Gegner aus dem Feld zu räumen. Damit dies nicht zu deutlich wurde, ließ er einige weitere Dutzend Bürger umbringen, Frauen wie Männer.
An der Fassade gibt es unten eine breite, reich durchfensterte Zone aus Vorbauten, die Utluchten genannt werden, ein auch in der Fachliteratur selten gebrauchter Begriff. Üblich waren solche Utluchten an Steinbauten der Renaissance und an Fachwerkbauten des 17. und 18. Jahrhunderts. Am rechten Teil der Fassade befindet sich ein Erker auf Konsolen. Die Fassade darüber ist durch Halbsäulen und Gesimse gegliedert.

#### Rathaus

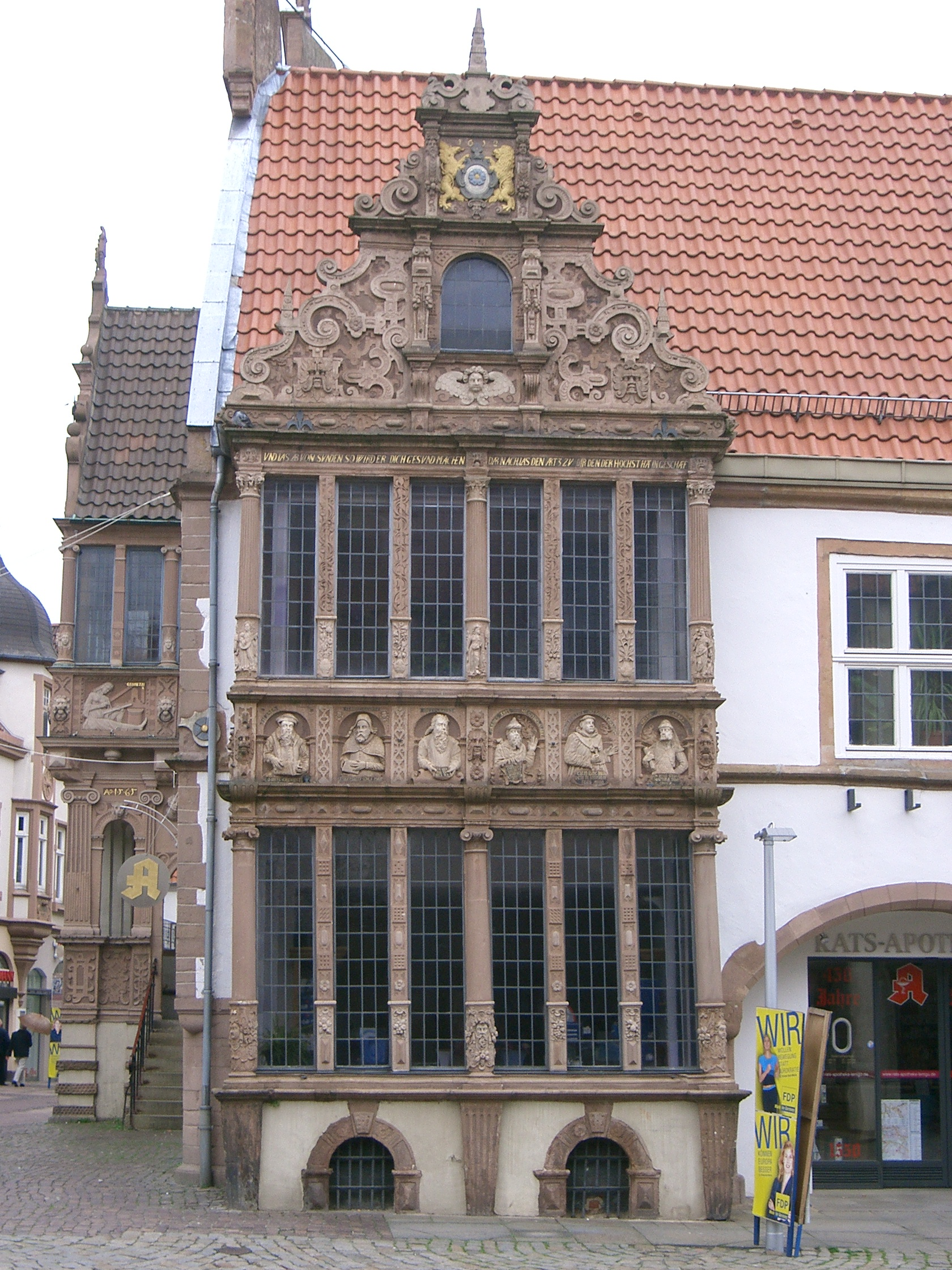
Rathaus von Lemgo

Das Rathaus im Stile der Weserrenaissance besteht aus zu verschiedenen Zeiten erbauten Teilen. Eine solche Entstehungsgeschichte ist für große Profanhäuser wie Rathäuser nicht unüblich, weil durch die wachsende Einwohnerzahl und die zunehmende Verwaltungstätigkeit der Städte immer mehr Räumlichkeiten benötigt wurden. Anstelle von Neubauten wurden die benachbarten Häuser dazugekauft und das Rathaus erweitert.
Der älteste Teil ist ein langgestreckter Saalbau, der ins 13. Jahrhundert zurückreicht. Der mittlere Gebäudeteil ist im gotischen Stil errichtet und stammt aus der Zeit um 1480 bis 1490. In ihm befindet sich die Ratskammer, darunter die Gerichtslaube. Solche geöffneten Erdgeschosse gehören meist zu mittelalterlichen Rathäusern, weil dort die öffentlichen Gerichtsverhandlungen stattfanden.
Die jüngsten Bauglieder der Weserrenaissance stammen aus dem 15. und 16. Jahrhundert. Der Apothekenerker ist ein Prunkstück mit gleichermaßen strenger wie verspielter Formensprache. Ähnlich in der Ausführung ist die Ratslaube mit der Kornherrenstube im Obergeschoss auf der Nordseite des Rathauses. Der Bau der Neuen Ratsstube ist schlichter ausgeführt und fasst die Marktfassade des Gebäudes symmetrisch mit dem Apothekenerker ein.
In einem Wettbewerb des Ministeriums für Heimat, Kommunales, Bau und Gleichstellung des Landes Nordrhein-Westfalen wurde das Rathaus in Lemgo 2020 unter die 10 schönsten Rathäuser in NRW gewählt.

#### Schloss Brake

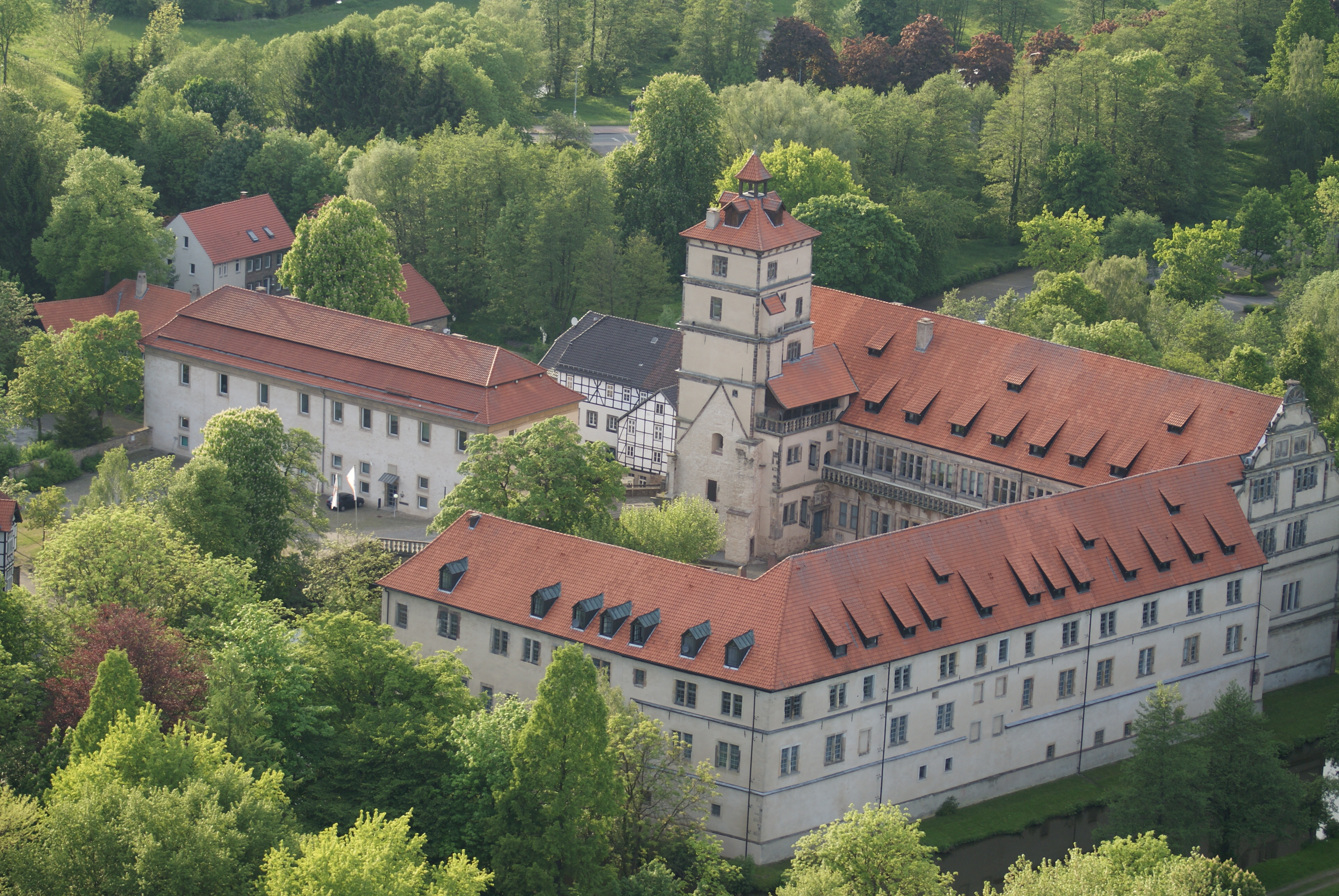
Schloss Brake

Das Schloss Brake ist ein bedeutendes Architekturdenkmal, dessen Baugeschichte vom 12. bis ins 19. Jahrhundert reicht. Es ist ein Wasserschloss der Weserrenaissance und Sitz des Landesverbandes Lippe.

#### Weitere Sehenswürdigkeiten

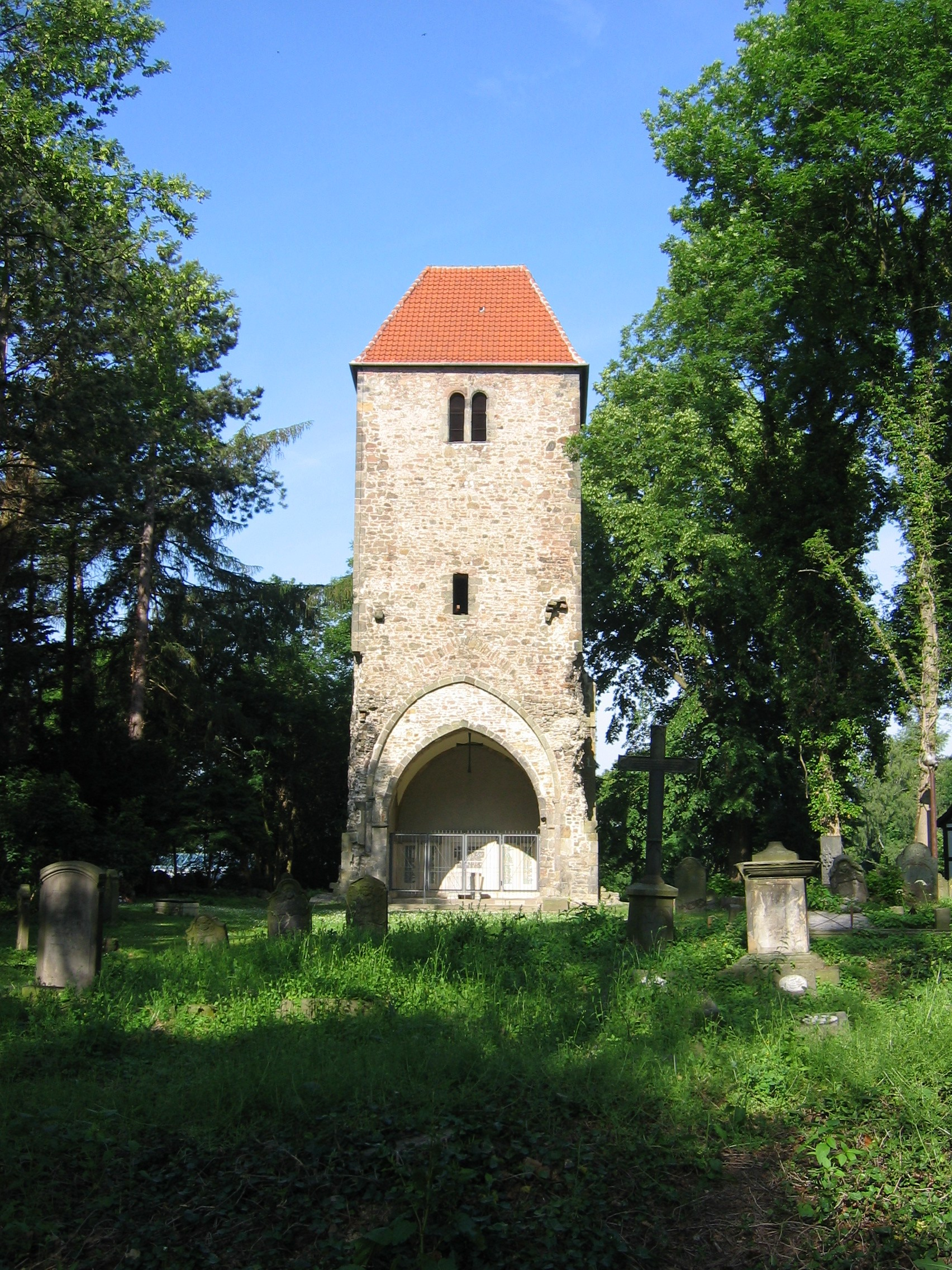
Stumpfer Turm

Zu den Sehenswürdigkeiten der Stadt gehören die Kirche St. Marien aus dem 12./13. Jahrhundert und die Kirche St. Johann, auf deren ehemaligen Friedhof im Jahr 2008 ein Knochenfund auf die Zeit um das Jahr 780 datiert wurde und deren heute noch bestehender Kirchturm der Ursprungskirche (Stumpfer Turm) die älteste datierte Glocke in Lippe beherbergt. Die Alte Abtei stammt aus dem 16. Jahrhundert und wurde im 18. Jahrhundert umgebaut. Die von Ernst Pethig entworfene Bauhaus-Villa Kleßmann ist das einzige Beispiel für Bauhaus-Architektur in Lemgo und Umgebung. Das Zeughaus ist mit markantem Streifenputz versehen, eine Besonderheit der Weserrenaissance. Außerhalb der Innenstadt steht das Schloss Brake. Ende des 16. Jahrhunderts wurde es vom lippischen Grafen Simon VI. zu einem repräsentativen Wasserschloss ausgebaut. Schon im Hochmittelalter stand hier eine der größten Burgen in Westfalen.

#### Bürgerhäuser

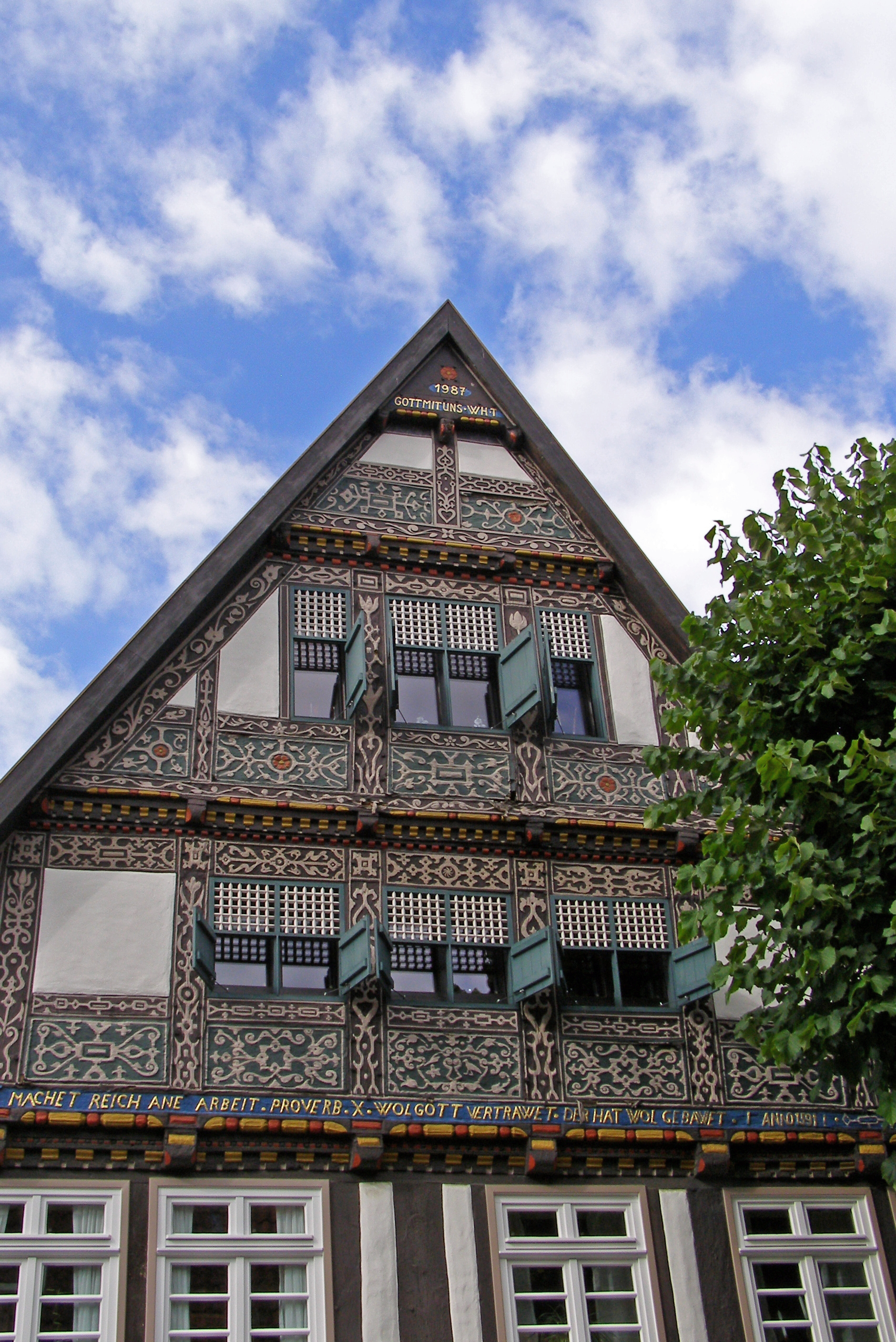
Altes Backhaus, Echternstraße 92

Im historischen Stadtkern hat sich eine Reihe von Kaufmannshäusern aus der Spätgotik und der Renaissance erhalten. Hier finden sich Fachwerk- und Steinhäuser mit reich verzierten Giebeln, z. B. die „Neustädter Zwillinge“ und der ehemalige Adlerhof. Bauhistorische Untersuchungen haben ergeben, dass die Häuser Mittelstraße 54 und 56 (Nähe Marktplatz) an ihren Rückfronten sogar noch über Gebäudeteile aus dem 13. Jahrhundert verfügen und damit den seltenen Fall von aus der Zeit der frühen Gotik (Haus Mittelstraße 54, datiert in die zweite Hälfte des 13. Jahrhunderts) bzw. der späten Romanik (Haus Mittelstraße 56, anhand der Rundbogenfenster datiert in die erste Hälfte des 13. Jahrhunderts) stammenden Profanbauten darstellen. In der Mittelstraße, der größtenteils als Fußgängerzone ausgewiesenen Einkaufsstraße der Stadt, befinden sich die bedeutendsten Bürgerhäuser der Stadt. Daneben befinden sich vor allem in der Altstadt Hunderte kleinerer Fachwerkhäuser aus der Zeit vom 15. bis zum 19. Jahrhundert.

#### Stadtbefestigung
Die Stadtbefestigung wurde im 18. und 19. Jahrhundert größtenteils abgetragen (das über 30 Meter hohe Ostertor wurde 1863 niedergelegt, das deutlich kleinere Regenstor erst 1876). Heute bestehen nur noch geringe Reste der Stadtmauer (ein 25 Meter langes Stück an der Hirtenstraße, ein zehn Meter langes Stück am Langenbrücker Tor und ein 120 Meter langes Stück entlang der Straße Im Rembken) sowie der Pulverturm (Neue Straße) und der teilweise rekonstruierte Hohe Turm ob dem Rembken (Im Rembken). Am Kastanienwall hat sich eine Bastion erhalten, die 1990 zum 800-jährigen Stadtjubiläum saniert wurde. An der Südseite haben sich die Befestigungswälle in einer Höhe von bis zu zehn Meter erhalten, an den übrigen Seiten wurden diese 1905 zu Parkanlagen umgestaltet. Der Stadtgraben wurde an der Südseite entlang des Abteigartens wieder freigelegt.

### Parks
Südöstlich der Altstadt erstreckt sich über etwa zwei Hektar der Abteigarten Lemgo. Schon 1769 ließ der Graf zur Lippe den großen Garten anlegen. Nach seinem Tode ging der Garten in das Eigentum seiner Schwester, der Äbtissin des benachbarten Klosters St. Marien, über. Nach dem Tod der letzten Äbtissin 1958 erwarb die Stadt das Anwesen. Die Grünanlage ist seit 1962 eine öffentliche Parkanlage. Neben einigen alten Bäumen sind noch drei Denkmäler erhalten.
Im Norden Lemgos liegt der Staff-Landschaftspark. Eigentümerin der 16 Hektar großen und öffentlich zugänglichen Anlage ist die gemeinnützige Staff-Stiftung. Leuchtenhersteller Alfred Staff baute sein Unternehmen nach dem Zweiten Weltkrieg aus. Zusammen mit seinem Mitgesellschafter gründete er 1987 die Stiftung. Im Jahr 1988 wurde ein Ideenwettbewerb zur Neuanlage eines Parks ausgeschrieben, den das Planungsbüro Drecker aus Bottrop-Kirchhellen gewann. 1990 wurde mit der Gestaltung des Parks begonnen, den einige moderne Kunstwerke bereichern.

### Naturdenkmäler, Naturschutzgebiete und Landschaftsschutzgebiete
Nach Ansicht einiger Heimatforscher ist der Windelstein in Lemgo Teil einer vorchristlichen Einrichtung, um die Sommersonnenwende zu bestimmen. Dazu dienten auch die Johannissteine in Lage. Insgesamt gibt es in der Stadt 23 Objekte, die als Naturdenkmal ausgewiesen wurden. Im Stadtgebiet gibt es die neun Naturschutzgebiete Abgrabung Retlager Bach, Dörenschlucht, Grutt- und Sunderbach, Hardisser Moor, Oetternbach, Östlicher Teutoburger Wald, Quellbereiche und Quellbäche am Lohweg, Stadenhauser Mergelkuhlen und Werreniederung und Haferbach. Ferner wurden mit dem Landschaftsplan Lemgo 32 Landschaftsschutzgebiete ausgewiesen.

#### Begatal

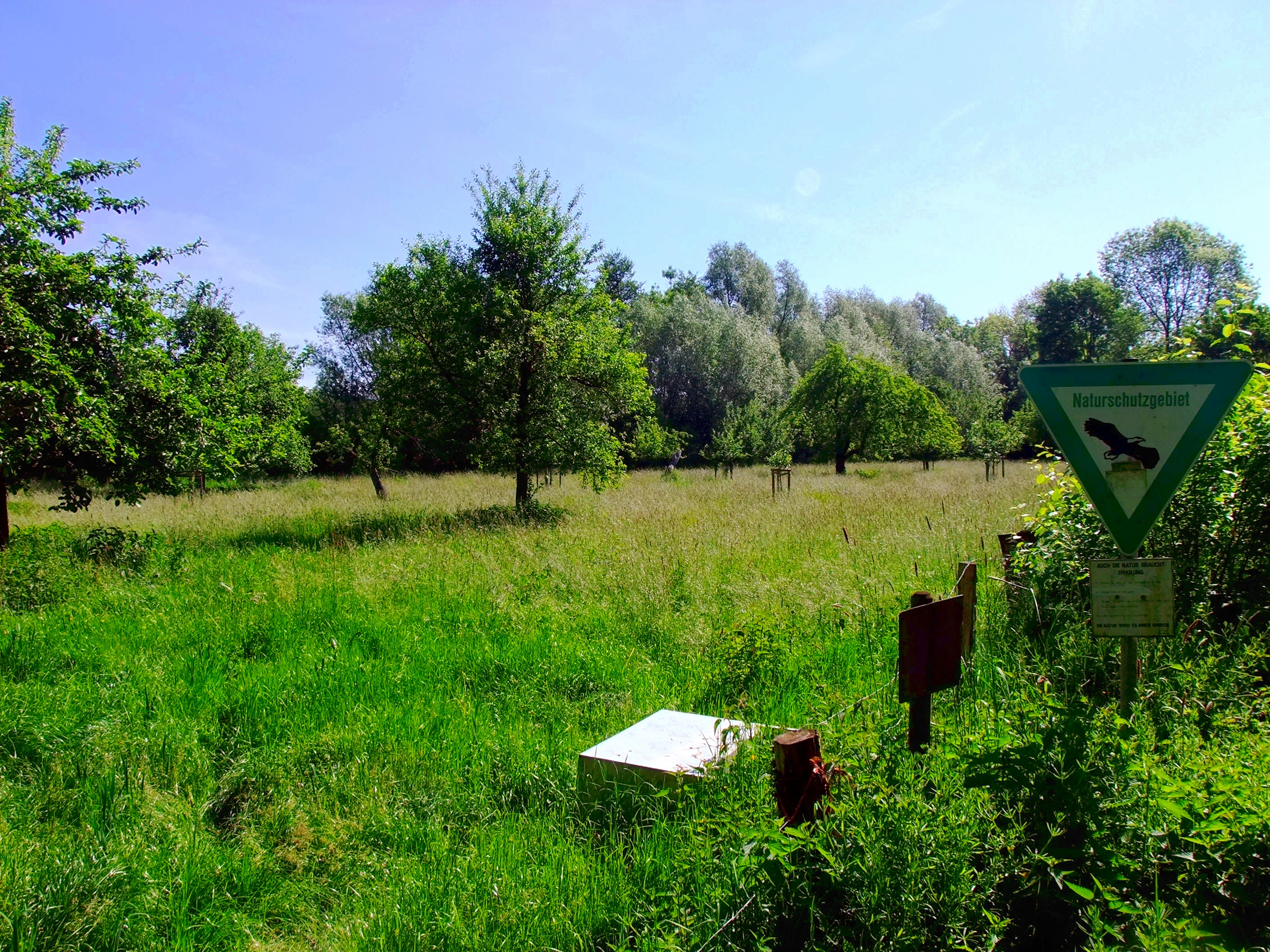
Naturschutzgebiet Begatal (LIP-036)

Östlich des Stadtkerns liegt das Naturschutzgebiet Begatal, das den etwa 21 Kilometer langen Gewässerabschnitt und den Talraum der Bega von der Quelle im Barntruper Stadtwald bis zum Schloss Brake umfasst. Mit einer Verordnung der Bezirksregierung Detmold wurde das 497 Hektar große Gebiet im Jahr 1996 erstmals unter Schutz gestellt. In der Flussaue befinden sich Quellen, Sümpfe, Kleingewässer und Flutmulden sowie naturnahe Waldbestände. Das Gebiet beheimatet über 350 Pflanzenarten, von denen 23 auf der Roten Liste gefährdeter Arten in Nordrhein-Westfalen und der Vorwarnliste stehen. Weiterhin haben über 70 Vogelarten, darunter Wasseramsel, Eisvogel und Schwarzspecht, sowie 17 Fischarten, unter anderem die Groppe und das Bachneunauge, im Begatal ihren Lebensraum.

#### Hardisser Moor
Zwischen den Ortsteilen Lieme und Lage-Hardissen liegt das Naturschutzgebiet Hardisser Moor. Es umfasst etwa 29 Hektar in einem 1,5 Kilometer langen Tal, das vom Oetternbach durchflossen wird. Im Kern liegt ein Kalkflachmoor, Erlenbrüche und -wälder sowie Faulbaumgebüsche und Röhrichte schließen sich an. Das Hardisser Moor bietet nicht nur seltenen und gefährdeten Pflanzenarten, sondern auch schützenswerten Vögeln, Libellen und Amphibien einen Lebensraum. Die Verordnung des Regierungspräsidenten Detmold zum Naturschutz trat am 13. Dezember 1996 in Kraft.

### Sport

Logo des bekanntesten Sportvereins der Stadt

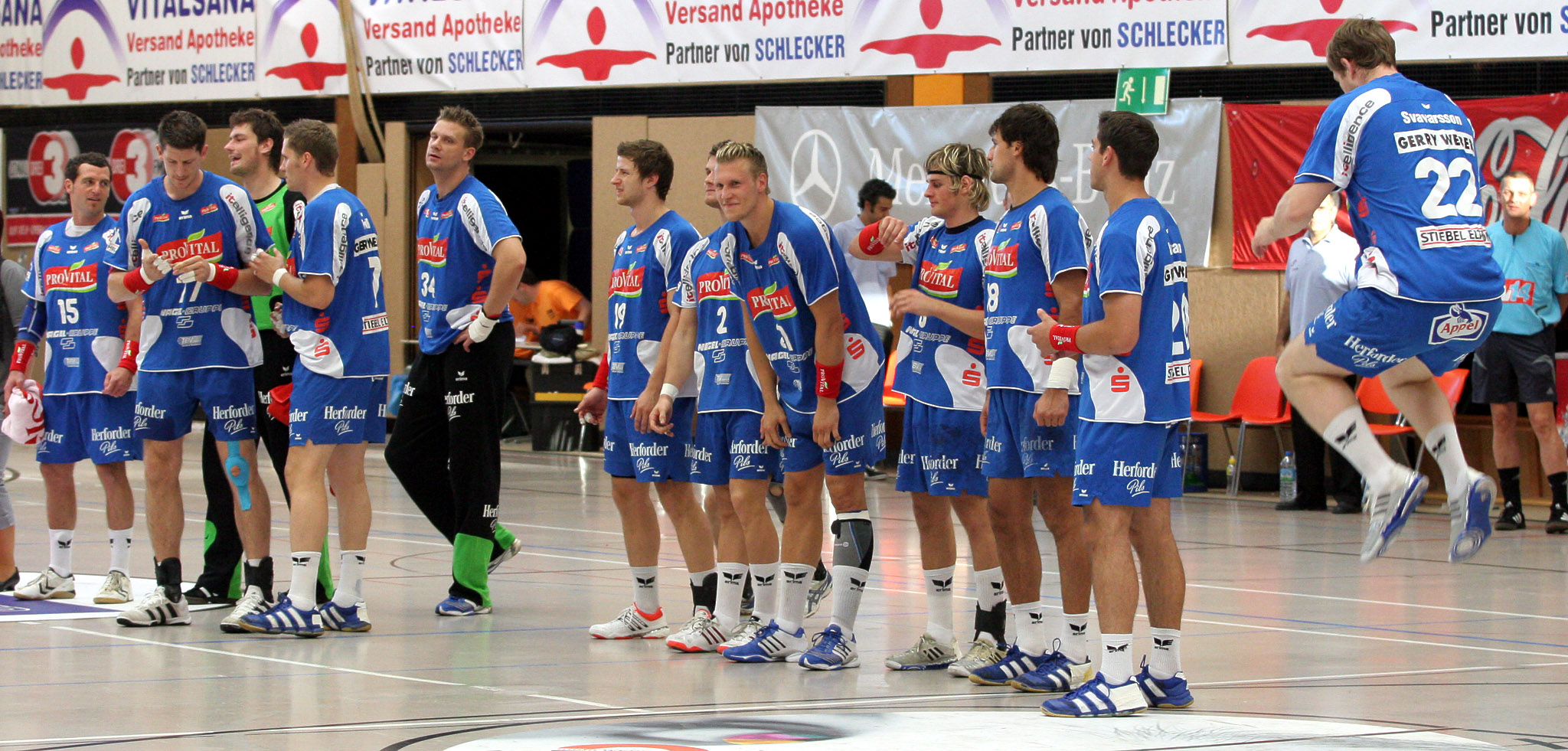
Der TBV Lemgo am 30. August 2008 in Ehingen beim Schlecker Cup 2008

Die Stadt ist durch die Handballmannschaft des TBV Lemgo bekannt. Die Handballabteilung des 1911 gegründeten Vereins besteht seit 1924. Seit dem Gründungsjahr in der Oberliga spielend, gelang 1981/82 der Aufstieg in die 2. Bundesliga und 1983/84 in die oberste Spielklasse, in der der Verein noch heute spielt. Die größten Erfolge konnten in den Jahren 1995 bis 2006 gefeiert werden. Nach dem Gewinn des DHB-Pokals 1995 und des Europapokals der Pokalsieger 1996 schloss sich der erste Meistertitel 1997 an. Es folgten der Gewinn der Supercups in den Jahren 1997, 1999, 2002 und 2003 sowie des DHB-Pokals 1995, 1997, 2002 und 2020. 2003 gelang es dem Verein, erneut Deutscher Meister zu werden. 2006 und 2010 ging der EHF-Pokal nach Lemgo.
Der TBV Lemgo trägt seine Heimspiele in der Phoenix Contact Arena, ehemals Lipperlandhalle, aus. Während der Handball-Weltmeisterschaft der Herren 2007 fanden dort sechs Gruppenspiele im sogenannten President’s Cup um die Plätze 13–24 statt.
Der mit über 2400 Mitgliedern größte und zugleich älteste Sportverein in Lemgo ist der TV Lemgo von 1863 e. V. Im Bereich des Wettkampfsports sind besonders die Triathleten (Landesleistungsstützpunkt, Bundesliga) sowie die Handball-Spielgemeinschaft mit dem TBV Lemgo (Handball Lemgo) zu nennen. Der TV Lemgo verfügt über eine eigene Sporthalle („TV-Halle“). Seit 2006 bildet der Verein Sport- und Fitnesskaufleute im Verbund mit der Technischen Hochschule Ostwestfalen-Lippe aus.
Im Ortsteil Lieme wird Radsport betrieben. Zu den Kunstradfahrern aus Lieme gehören mehrmalige Deutsche Meister, Europameister und Weltmeister.
Zudem bietet der TuS Brake in Lippe e. V. ein weiteres Breitensportangebot.
2021 bewarb sich die Stadt als Host Town für die Gestaltung eines viertägigen Programms für eine internationale Delegation der Special Olympics World Summer Games 2023 in Berlin. 2022 wurde sie als Gastgeberin für Special Olympics Luxemburg ausgewählt. Damit wurde sie Teil des größten kommunalen Inklusionsprojekts in der Geschichte der Bundesrepublik mit mehr als 200 Host Towns.

### Regelmäßige Veranstaltungen
Im Sommer wird der Lemgoer Sommertreff ausgerichtet. Die Veranstaltung, die auf dem historischen Marktplatz stattfindet, umfasst unter anderem Straßentheater und -kunst, Kabarett und Livemusik. Jährlich vom ersten Donnerstag im Dezember bis zum folgenden Sonntag findet das Volksfest Kläschen statt, der größte Weihnachtsmarkt in der Region. In geraden Kalenderjahren findet, abwechselnd mit dem Braker Schützenfest, das Lemgoer Schützenfest statt. Am Schützenfestsonntag marschieren über 1000 Schützen sowie Spielmannszüge durch die Lemgoer Innenstadt. Auf dem Marktplatz findet der Festakt statt.

### Kulinarische Spezialitäten

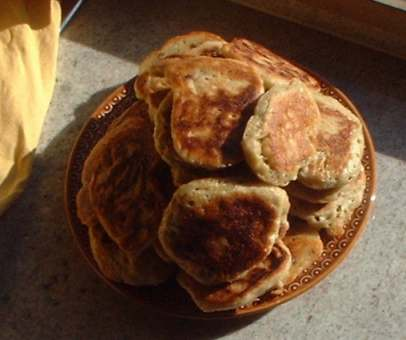
Teller mit lippischem Pickert

Die Lemgoer Strohsemmel ist eine kulinarische Besonderheit. Sie gilt als das bekannteste Gebäck Lippes. Folgt man einer alten Überlieferung, wurde das Rezept von einem unbekannten Soldaten, einem Bäckergesellen, nach Lippe gebracht. Dieser soll am Napoleonischen Krieg in Russland teilgenommen und die Semmeln als Proviant der Truppe gebacken haben. Die Hefeteigstücke wurden nach alter russischer Sitte vor dem Backen überbrüht, was eine lange Haltbarkeit gewährleistet. Abgebacken werden die Semmeln – mangels eines Backbleches, so die Legende – auf einer Lage Roggenstroh, was ihre unverwechselbare Musterung auf der Unterseite hervorruft. Strohsemmeln werden von Lemgoer Bäckermeistern bis nach Nordamerika vertrieben. Landestypische Beläge sind die lippische Mettwurst, Schinken, Käse, Honig, Marmelade, Rübenkraut oder Butter. Am besten genießt man die Lemgoer Strohsemmel ofenwarm.
Unter Lippischem Pickert versteht man kleine Kuchen aus Hefe, Mehl und Kartoffeln, die mit Korinthen und Rosinen in der Bratpfanne gebacken werden. Der Pickert wird warm gegessen und mit gesalzener Butter, Rübenkraut, Marmelade oder Leberwurst bestrichen.
Eine bekannte Spirituose aus der Lemgoer Brennerei Schöttker ist der klare Wacholderbrand Lipper Schütze, der in einer Flasche verkauft wird, deren Form nach einem Soldaten in einer Uniform des Fürstentums Lippe um 1815 modelliert ist.
Im Jahre 1854 wurde im Wippermannschen Haus, Kramerstraße 5 eine Destillationsanstalt und Essigfabrik eingerichtet. Bis 1976 wurde hier der Wippermann Wacholder gebrannt. Heute wird die in Westfalen bekannte Marke von der Brennerei H. Heydt hergestellt und vertrieben.

## Infrastruktur, Wirtschaft und Wissenschaft

### Digitalisierung
Auf Initiative von Professor Jürgen Jasperneite betreibt das Lemgoer Fraunhofer-Institut seit Anfang 2018 mit weiteren Partnern aus Wissenschaft und Wirtschaft das Reallabor „LemGO Digital“ als offene Innovationsplattform für die digitale Transformation von Mittelstädten. Die Infrastruktur wird von Unternehmen, IoT-Startups, Kommunen und Forschungseinrichtungen genutzt, um gemeinsam mit Bürgern innovative Produkte und datenbasierte Dienste zur Erleichterung des Alltagslebens in den Handlungsfeldern Mobilität, Einzelhandel und Umwelt umzusetzen. Die Alte Hansestadt Lemgo steht dabei modellhaft für die über 180 Mittelstädte in NRW, in denen die Hälfte aller Menschen des bevölkerungsreichsten Bundeslandes leben. 2020 wurde Lemgo in einem wettbewerblichen Verfahren durch das Bundesministerium des Innern, für Bau und Heimat als Modellprojekt Smart-City zur Förderung ausgewählt.

### Verkehr

#### Straßenverkehr
In Lemgo kreuzen sich die Bundesstraßen 66, die Ostwestfalenstraße und die 238. Die nächstgelegene Autobahn ist die A 2, die etwa 18 Kilometer westlich von Lemgo verläuft und über die Anschlussstelle Ostwestfalen-Lippe erreicht werden kann. Sie nimmt in erster Linie den Ostwestverkehr auf. Die geplante Autobahnanbindung an die A 35 und die Verlängerung der A 5 von Bremen nach Lemgo wurden verworfen.

#### Schienen- und Busverkehr

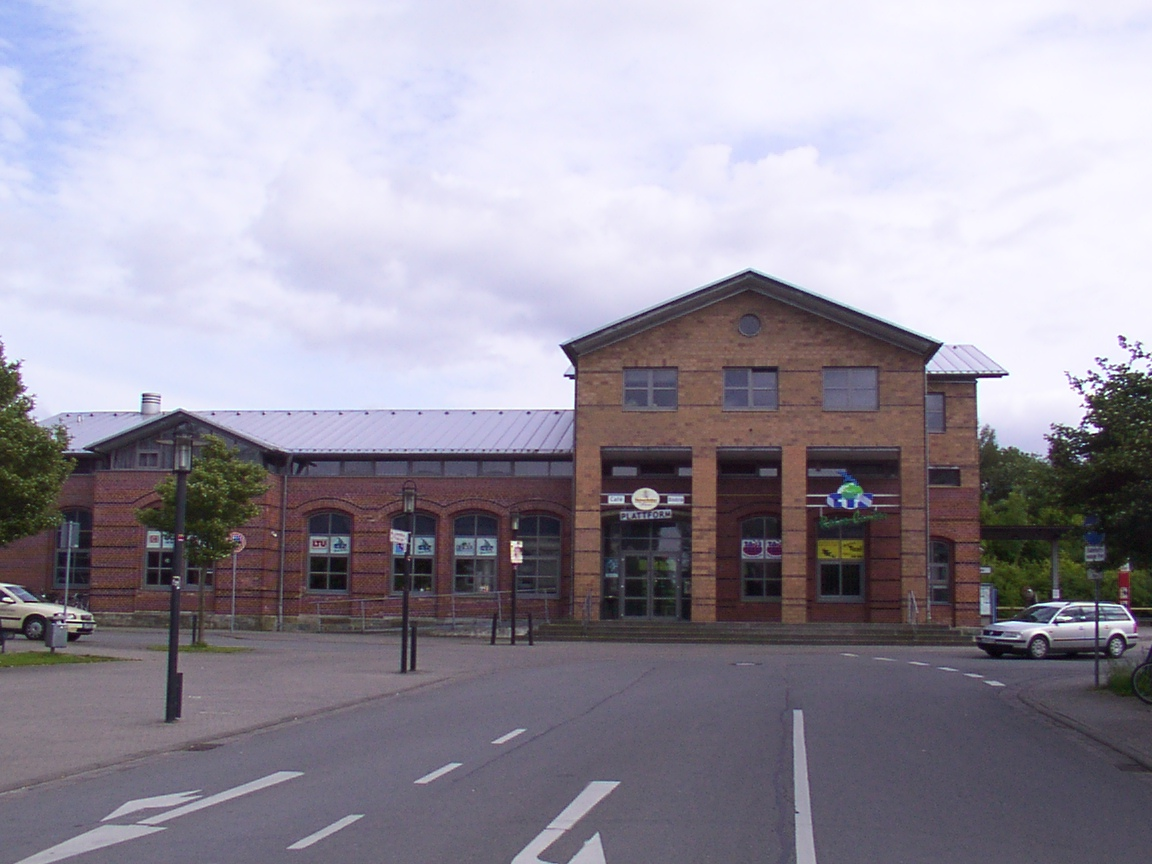
Bahnhof Lemgo

Lemgo hat eine direkte Bahnverbindung nach Bielefeld. Der Bahnhof Lemgo sowie der östlich gelegene und im Juli 2007 eröffnete Haltepunkt Lemgo-Lüttfeld (Innovation Campus Lemgo) und die Station in Hörstmar liegen an der eingleisigen, nicht elektrifizierten Begatalbahn (KBS 404). Die Strecke wird im Stundentakt von der RB 73 Der Lipperländer nach Lage – Oerlinghausen – Bielefeld Hbf bedient. Der folgende Abschnitt nach Hameln wurde 1980 für den Personenverkehr stillgelegt, eine Wiederinbetriebnahme bis Barntrup ist geplant, wurde aber auf unbestimmte Zeit verschoben. Durchgeführt wird der Schienenpersonennahverkehr von der Eurobahn, die Diesel-Triebwagen vom Typ Bombardier Talent einsetzt.
| Linie | Verlauf | Takt   |
| ----- | --- | ------ |
| RB 73 | Der Lipperländer: Bielefeld Hbf – Bielefeld Ost – Oldentrup – Ubbedissen – Oerlinghausen – Helpup – Ehlenbruch – Lage (Lippe) – Hörstmar (Lippe) – Lemgo – Lemgo-Lüttfeld Stand: Fahrplanwechsel Dezember 2021 | 60 min |

Im Straßenpersonennahverkehr betreiben die Stadtwerke Lemgo seit 1994 ein Stadtbusnetz mit fünf Linien. Am Ende der Fußgängerzone wurde dafür vor der Kirche St. Johann ein überdachter Busbahnhof errichtet, der als Umsteigepunkt für alle Stadtbuslinien dient. Das Stadtbusnetz gilt mit seinen über zwei Millionen Fahrgästen pro Jahr als eines der erfolgreichsten Busnetze einer Mittelstadt in Deutschland und wird in der Fachwelt als Vorzeigeprojekt betrachtet.
Am Bahnhof Lemgo halten an einem Kombibahnsteig Regionalbusse und eine Stadtlinie. Die Abfahrt der Busse ist mit dem Zugfahrplan abgestimmt.
Für den gesamten öffentlichen Personennahverkehr gilt der Westfalentarif und der NRW-Tarif.

#### Flugverkehr
Nächster Sonderflugplatz ist der südlich von Lemgo gelegene Flugplatz Detmold. Hier können Motorflugzeuge, Ultraleichtflugzeuge, Motorsegelflugzeuge und Segelflugzeuge starten und landen. Der größte Segelflugplatz in Lippe befindet sich in Oerlinghausen. Auf dem westlich gelegenen Flugplatz Bielefeld und dem nördlich gelegenen Flugplatz Porta Westfalica können kleinere Maschinen starten und landen.
Die nächstgelegenen internationalen Flughäfen sind der Flughafen Paderborn/Lippstadt 50 km im Süden, der Flughafen Hannover in 70 km Entfernung im Nordosten, der Flughafen Münster/Osnabrück 85 km Entfernung im Westen und der Flughafen Dortmund in etwa 105 km Entfernung im Südwesten.

#### Fahrradverkehr
Die Fahrradverkehrsinfrastruktur in Lemgo ist – wie in den meisten deutschen Städten – nur mäßig ausgebaut. Dies zeigt sich in der Fahrradklima-Bewertung, die der ADFC  erhebt. Lemgo erreichte im Jahr 2022 eine Durchschnittsnote von 3,49 (Schnulnotensystem), was gegenüber der Erhebung davor (im Jahr 2018) eine leichte Verschlechterung darstellt. Gegenüber den lippischen Nachbarstädten (Detmold, Bad Salzuflen, Lage, Horn-Bad Meinberg) schneidet Lemgo noch am besten ab (Detmold folgt mit einer Note von 3,75).
Lemgo wird von einigen überregionalen Fahrradwegen gekreuzt. So liegt die Stadt an der BahnRadRoute Weser-Lippe, der BahnRadRoute Hellweg-Weser und zwischen Bad Salzuflen und Detmold an der Wellness-Radroute Teutoburger Wald. Im Verlauf innerstädtischer Radrouten mit dem Wallring als Verteiler wurden mehrere Fahrradstraßen eingerichtet. Die Stadt ist Mitglied in der Arbeitsgemeinschaft fußgänger- und fahrradfreundlicher Städte, Gemeinden und Kreise in Nordrhein-Westfalen (AGFS).

#### Wanderwege
Durch Lemgo führt der Hansaweg, ein 72 Kilometer langer Fernwanderweg, der Herford mit Hameln verbindet. Als weitere Fernwanderwege kreuzen zudem der Runenweg (Markierung: X7) und der Cheruskerweg (Markierung: X3) ihren Weg.
Rund um die Stadtgrenzen von Lemgo schlängelt sich der 30 km lange Landwehrweg, ein Wanderweg, der als Markierungszeichen den Großbuchstaben „L“ trägt.

### Wirtschaft
Die Stadt verfügt über die Gewerbegebiete Grevenmarsch, West, Liemer Weg und Laubke. Das Gebiet West erstreckt sich über 35 Hektar und liegt etwa vier Kilometer westlich der Stadt. Das reine Industriegebiet ist direkt an die L 712 angeschlossen. In neun Kilometern Entfernung liegt die A 2-Auffahrt Ostwestfalen-Lippe. Das Gebiet Laubke bietet auch Mischgebietsflächen für die Ansiedlung von Unternehmen. Es ist zehn Hektar groß und liegt etwa eineinhalb Kilometer südwestlich des Stadtkerns. Verkehrstechnisch ist das Gebiet an die B 238 und an die B 66 angeschlossen.
Die Wirtschaftsstruktur in Lemgo ist durch eine Vielzahl von Handwerksbetrieben, durch industrielle Unternehmen in den Bereichen Metallverarbeitung, Fabrikation von Dentalinstrumenten und Maschinenbau sowie durch den Dienstleistungsbereich gekennzeichnet.

#### Ansässige Unternehmen
Die Zumtobel Licht GmbH mit Hauptsitz in Österreich stellt in Lemgo Beleuchtungssysteme her. Die Firma Gebr. Brasseler fertigt mit etwa 1000 Mitarbeitern in Lemgo Dentalinstrumente. Mit der Isringhausen GmbH & Co. KG (ISRI) ist ein Hersteller von Fahrersitzen für LKW, Busse und Nutzfahrzeuge in Lemgo angesiedelt. Die Homag Kantentechnik GmbH ist Teil der Homag Group und fertigt Kantenanleimmaschinen für das Holzhandwerk. Die Stiftung Eben-Ezer ist eine diakonische Einrichtung für Menschen mit geistiger Behinderung und psychischen Beeinträchtigungen mit Sitz in Lemgo. Die Sparkasse Lemgo hat ihren Hauptsitz in Lemgo und unterhält Filialen in den Städten und Gemeinden Bad Salzuflen, Dörentrup, Extertal, Kalletal, Leopoldshöhe und Oerlinghausen. Die Phoenix Contact Software GmbH hat einen Standort auf dem Innovation Campus Lemgo.

### Medien
Die einzige Lokalzeitung, die über den gesamten Kreis Lippe berichtet, ist die Lippische Landes-Zeitung. Ende 2003 wurde die Lippische Rundschau eingestellt, seitdem gibt es nur noch einen Ableger des Westfalen-Blattes in Schlangen. Weiter erscheint in Lemgo die Lippische Wochenschau und zweimal wöchentlich die Gratiszeitung Lippe aktuell.
Radio Lippe sendet lokale Nachrichten aus dem Kreis Lippe. Die Technische Hochschule Ostwestfalen-Lippe betreibt Radio Triquency als eigenes Campusradio und hat sein Hauptsendestudio in Lemgo. Es berichtet über die Hochschule und die Region.

### Öffentliche Einrichtungen

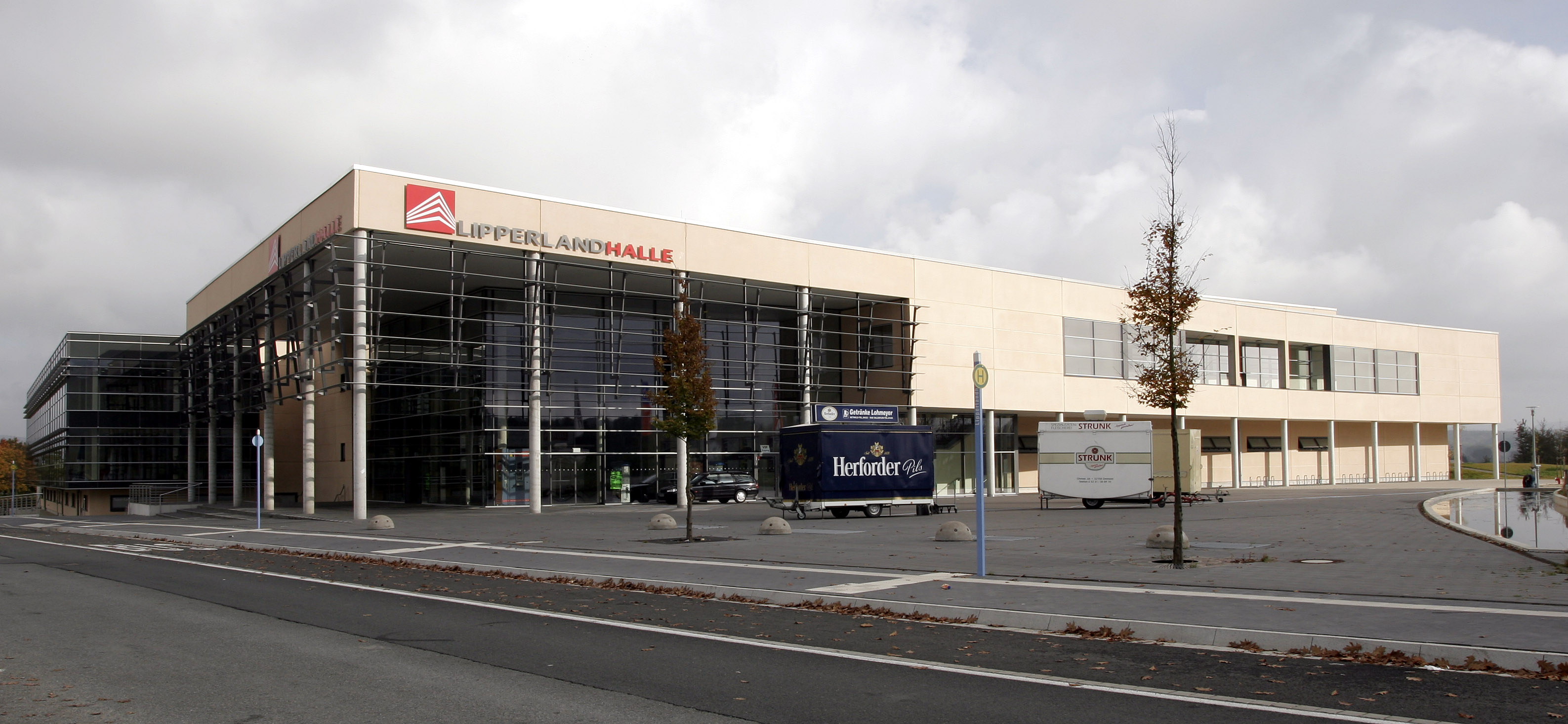
Die damalige Lipperlandhalle (2007) vor ihrer Umbenennung in Phoenix Contact Arena im Jahr 2018

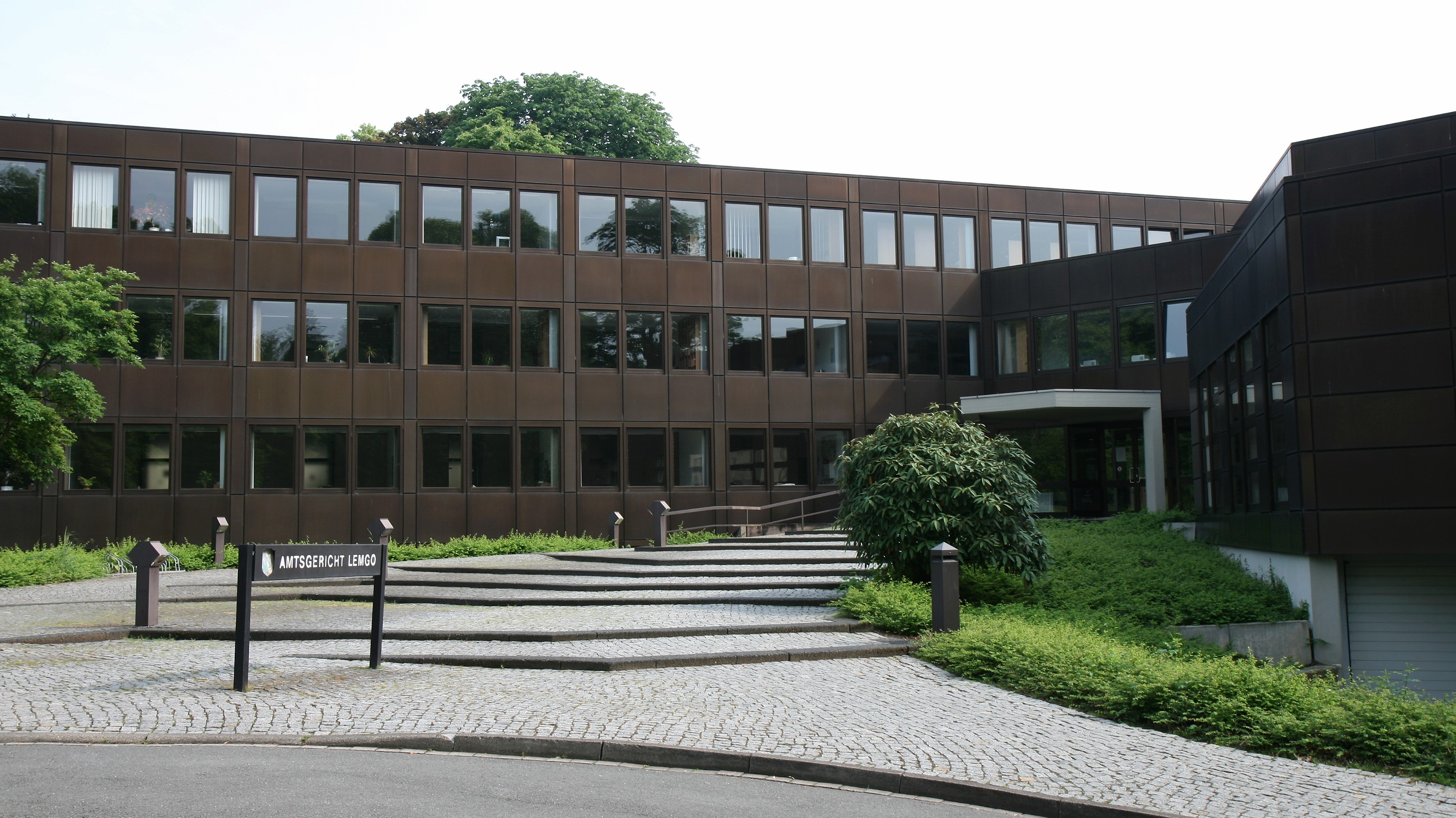
Das Lemgoer Amtsgericht (2008)

Der Landesverband Lippe hat seinen Sitz im Schloss Brake, er verwaltet unter anderem das Vermögen des ehemaligen Freistaates und Landes Lippe. Der Sitz des Landesverbandes wurde von Detmold nach Lemgo verlegt, da Detmold Sitz des neuen Kreises Lippe wurde.
Die Stadtbücherei Lemgo verfügt auf 1000 m² über 50.000 Medieneinheiten.
Seit 1870 besteht die Freiwillige Feuerwehr Lemgo. Heute umfasst sie 7 Standorte im Stadtgebiet. In der Hauptwache in Lemgo sind 11 Fahrzeuge stationiert. In den Ortsteilen Kirchheide, Lüerdissen, Lieme, Hörstmar, Brake, Voßheide und Wahmbeck stehen insgesamt weitere 15 Fahrzeuge. 70 Jugendliche sind in der Jugendfeuerwehr Lemgo organisiert.
Der Kreis Lippe unterhält ein Feuerwehrausbildungszentrum in Lemgo, gleichzeitig ist dort die Kreisleitstelle für Rettungsdienst und Feuerwehr untergebracht. Das THW ist seit 1952 in der Hansestadt vertreten. Es unterhält einen technischen Zug mit der Fachgruppe Trinkwasserversorgung sowie eine Jugendgruppe. Aus den beiden Organisationen werden je sieben Personen in die Technikgruppe des Notfallsystems entsandt, das mit insgesamt 23 Helfern für die schnelle medizinische Versorgung Verletzter bei Großschadenslagen zuständig ist. Das Notfallsystem wird im gesamten Gebiet des Kreises Lippe und auf Anforderung in den Nachbarkreisen eingesetzt.
Die Stadtwerke Lemgo betreiben zwei Heizkraftwerke für die Strom- und Wärmeerzeugung, Windkraftwerke, Wasserkraftanlagen an der Bega, den städtischen Linienbusverkehr, die städtischen Parkplätze und das Freizeitbad Eau-Le.
Die Phoenix Contact Arena (ehemals Lipperlandhalle) ist ein regionales Sport-, Kultur- und Kongresszentrum. In der Halle trägt der TBV Lemgo den Großteil seiner Heimspiele in der Handballbundesliga aus. Daneben finden hier Musik- und Unterhaltungsveranstaltungen statt. Weiterhin nutzt die Technische Hochschule Ostwestfalen-Lippe die Phoenix Contact Arena für Lehrveranstaltungen und Tagungen.
Das Kommunale Rechenzentrum Minden-Ravensberg/Lippe (krz) mit Sitz in Lemgo ist ein als kommunaler Zweckverband organisierter Informations- und Kommunikationsdienstleister der drei Kreise Herford, Lippe und Minden-Lübbecke sowie der meisten ihrer 36 Städte und Gemeinden.
Das Amtsgericht Lemgo hat seinen Sitz in der Stadt und ist für die Städte Bad Salzuflen und Lemgo sowie für die Gemeinden Dörentrup, Extertal, Kalletal und Leopoldshöhe zuständig. Außerdem ist Lemgo Sitz eines Finanzamtes.

### Gesundheit
Die Klinikum Lippe GmbH unterhält das Klinikum Lippe Lemgo in der Stadt, welches Teil des Universitätsklinikum OWL (kurz:UK OWL) ist.

### Bildung

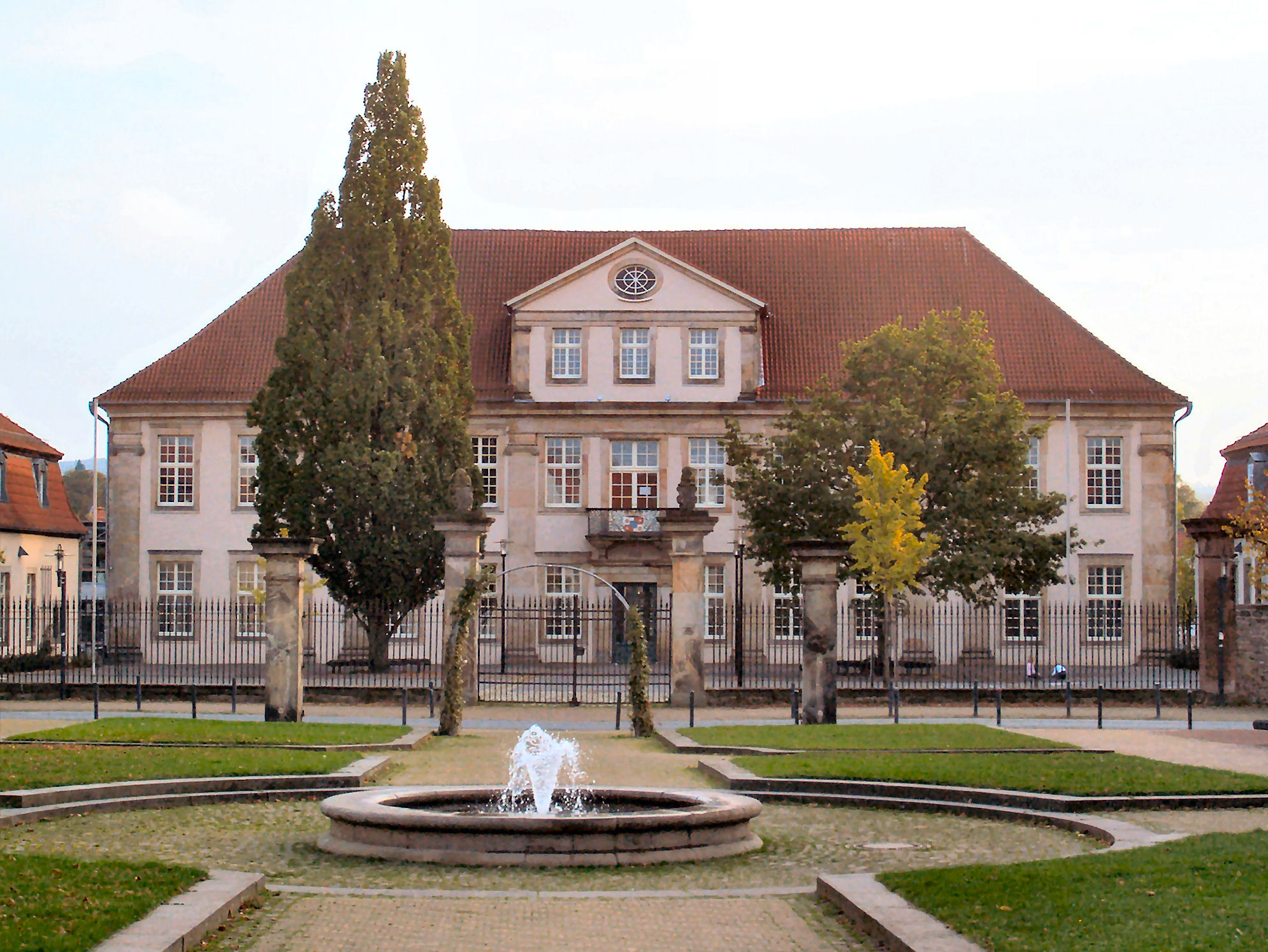
Engelbert-Kaempfer-Gymnasium (2007)

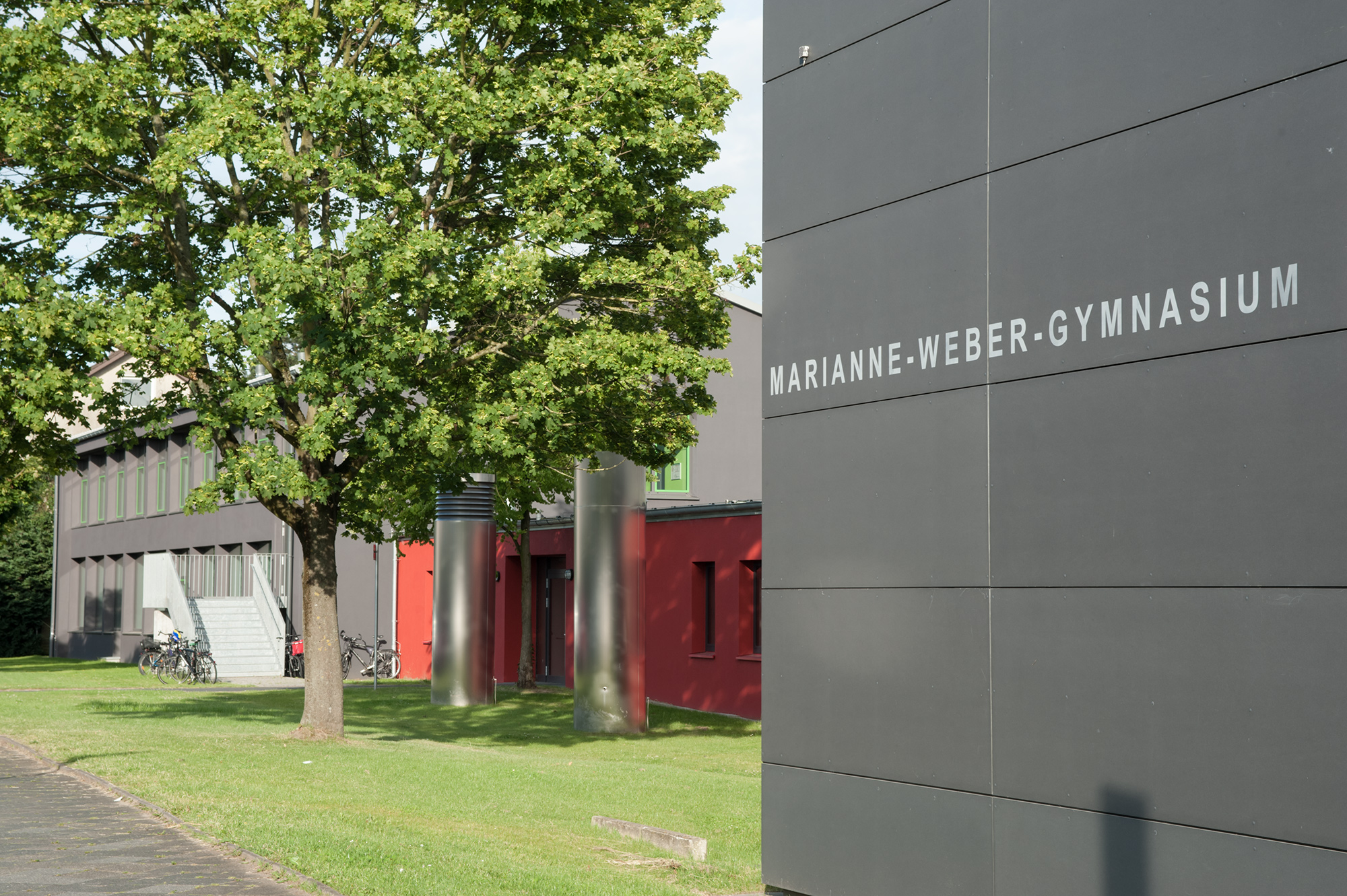
Marianne-Weber-Gymnasium (2014)

Neben den städtischen Grundschulen Kampstraße, Kirchheide und Südschule, gibt es zwei Grundschulverbünde. Der Grundschulverbund Schule am Schloss umfasst die ehemals selbstständigen Grundschulen Brake und die Ostschule. Der Grundschulverbund Lemgo-West besteht aus den ehemals selbstständigen Schulen Lieme und Hörstmar. Daneben gibt es die private August-Hermann-Francke-Schule. An allen städtischen Grundschulen gibt es Betreuungsangebote (OGS und Verlässliche Grundschule) in Trägerschaft des DRK-Lippe. An der Südschule wird jahrgangsübergreifend (1–3) unterrichtet, zudem sind Ganztagsklassen eingerichtet.
Zu den weiterführenden Schulen gehören die Heinrich-Drake-Hauptschule, die städtische Realschule, das Engelbert-Kaempfer-Gymnasium und das Marianne-Weber-Gymnasium sowie die Karla-Raveh-Gesamtschule. Berufliche Schulbildung wird im Lüttfeld-Berufskolleg und im Hanse-Berufskolleg vermittelt. Weitere Einrichtungen sind die Förderschulen Astrid-Lindgren-Schule (Förderschwerpunkt Geistige Entwicklung) im Ortsteil Leese und die Anne-Frank-Schule (Förderschwerpunkt Lernen) in der Nähe des Stadtzentrums.
Im Jahr 2014 (im Vergleich: 2007) wurden an den allgemeinbildenden Schulen der Stadt mit 516 (492) Lehrkräften insgesamt 6082 (6938) Schüler unterrichtet, davon 28,0 % (27,6 %) an den Grundschulen, 6,1 % (8,2 %) an den Hauptschulen und 10,9 % (12,7 %) an der Realschule, 27,8 % (27,4 %) an den Gymnasien, sowie 21,4 % (18,3 %) an der Gesamtschule und 5,8 % (5,8 %) an den Förderschulen.
In der Bibelschule Brake erfolgt eine theologische Ausbildung mit einem im freikirchlichen Bereich anerkannten Abschluss. Mit ca. 150 Schülern und 27 Mitarbeitern gehört sie zu den größeren evangelikal orientierten Ausbildungseinrichtungen im deutschsprachigen Raum. Sie wurde 1959 von John Parschauer, Ernest Klassen und Heinz Weber gegründet und hatte seitdem ca. 2000 Absolventen.

### Hochschule

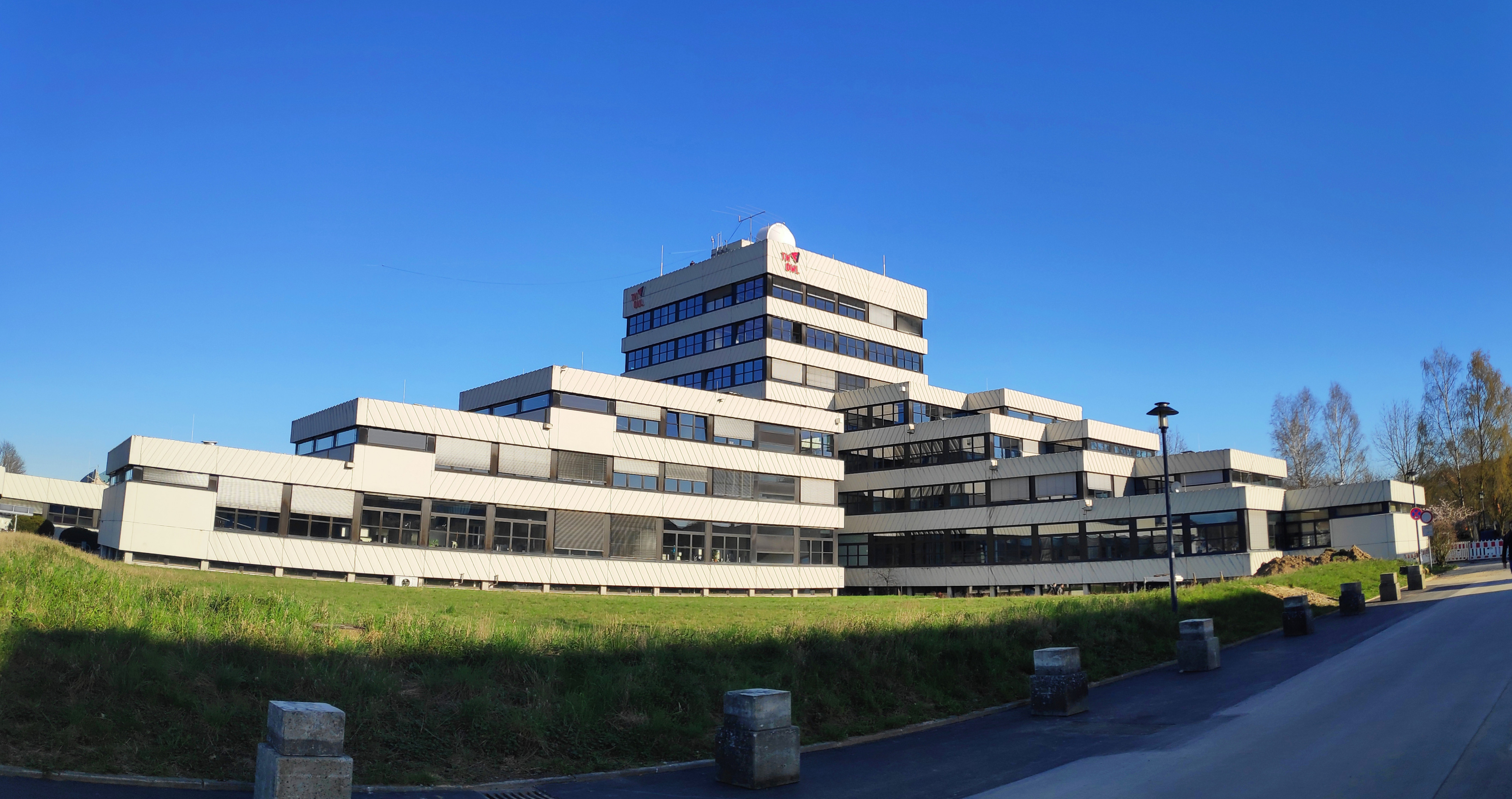
Hauptgebäude der Technischen Hochschule OWL – Innovation Campus Lemgo (2019)

Die Technische Hochschule Ostwestfalen-Lippe (TH OWL) in Lemgo, Detmold und Höxter hat ihren Schwerpunkt im Bereich der Ingenieurwissenschaften. Darüber bestehen Studiengänge, die andernorts in Nordrhein-Westfalen nicht vertreten sind, wie der Fachbereich 4 Life Science Technologies mit den Studiengängen Biotechnologie, Lebensmitteltechnologie, Pharmatechnik und Technologie der Kosmetika und Waschmittel.

### Innovation Campus Lemgo

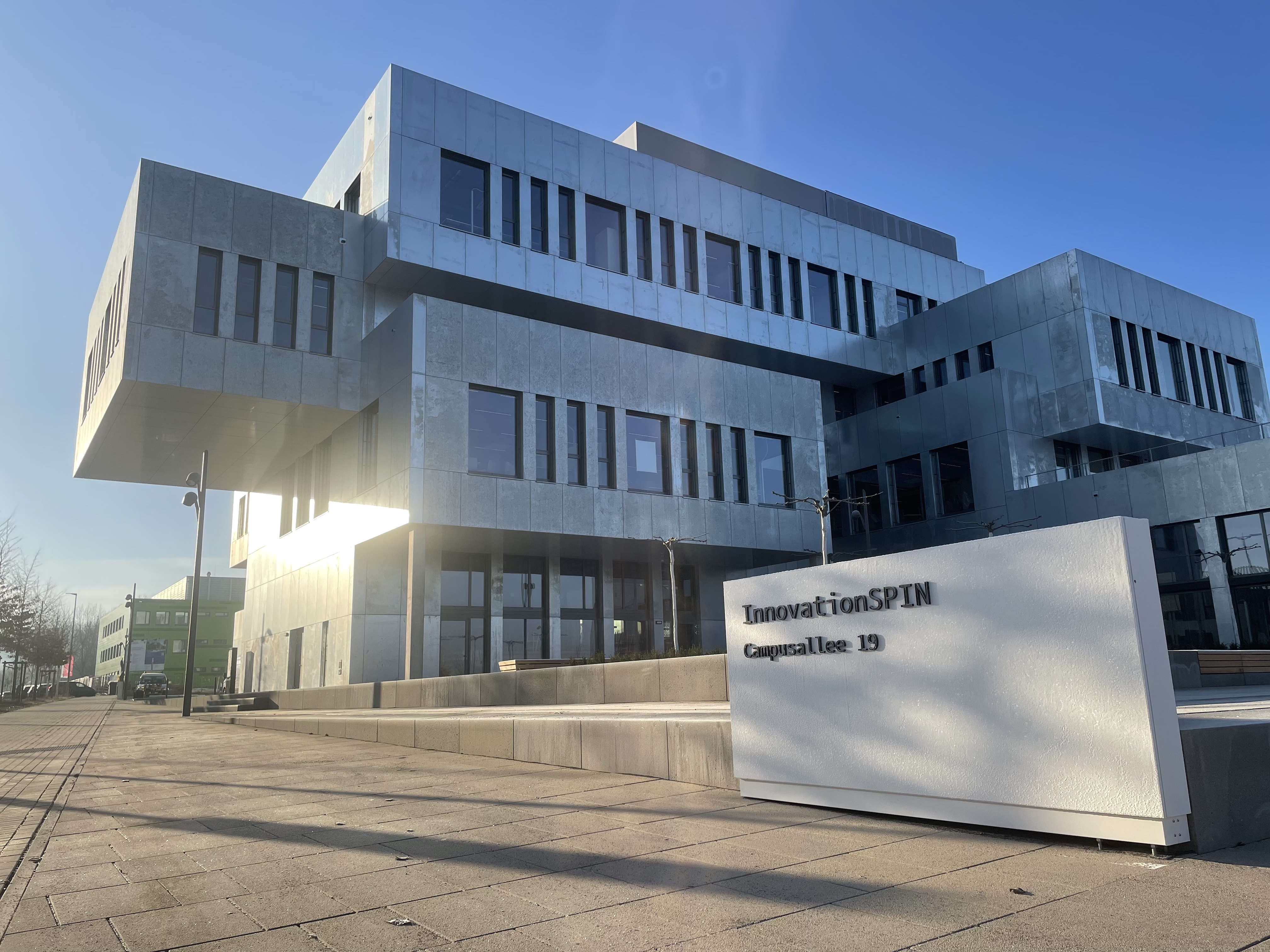
InnovationSpin bildet die neue Campusmitte (Dez. 2022)

2016 wurde mit dem Innovation Campus Lemgo ein neues Projekt mit hoher Bedeutung für die weitere Entwicklung der Stadt und des Umlandes bekanntgegeben. Es ist ein neues Ökosystem für die digitale Wirtschaft in Ostwestfalen-Lippe entstanden, das die Akteure im Umfeld der Hochschule durchgängig entlang der Innovationskette Bildung – Forschung – Wirtschaft vernetzt. Hierzu werden die beiden Berufskollegs, das Fraunhofer Institut, die Technische Hochschule OWL, Transferzentren (wie SmartFactoryOWL) und Science2Business-Zentren (wie Centrum Industrial IT) eng zusammenarbeiten. Mit der Phoenix Contact Arena steht auf dem Campus eine multifunktionelle Veranstaltungslocation zur Verfügung. Bisherige Flächen werden aufgewertet, neue Plätze mit hoher Aufenthaltsqualität entstehen sowie weitere Forschungseinrichtungen und Unternehmen angesiedelt werden.

## Sagen
Der Sage nach hat im Jahr 1675 der Fürstbischof von Münster, Christoph Bernhard von Galen, die befestigte Stadt Lemgo belagert, konnte sie aber nicht erobern. Da seien die Lemgoer übermütig geworden und hätten einen Ochsen zum Bischof geschickt. Auf einer Tafel zwischen den Hörnern des Ochsen hätten sie geschrieben: So wenig der Ochse kann lernen das Singen, kann Bernhard von Galen die Stadt Lemgo bezwingen. Der Bischof habe daraufhin geschworen, die Stadt zu zerstören, dem Erdboden gleichzumachen und an ihrer Stätte Hafer zu säen. Der Bischof habe dann das Wasser der Bega ableiten lassen, welches die Stadt eingeschlossen habe. Die Nahrungsmittel in der Stadt seien so knapp geworden, dass eine Hungersnot entstanden sei. Die Lemgoer Bürger hätten sich dem Bischof ergeben müssen. Der Bürgermeister und die Ratsmitglieder seien im Armesündergewand vor dem Bischof erschienen und hätten um Gnade gefleht. Davon habe der Bischof sich rühren lassen und auf die angedrohte Rache verzichtet. Um dennoch seinen Schwur zu halten, habe er das Pflaster in einer Straße der Stadt aufreißen und mit Hafer besäen lassen. Dies soll der Grund sein, warum die Haferstraße bis heute ihren Namen trägt.

## Persönlichkeiten
In Lemgo geborene Personen sind unter anderen der Aufklärungsphilosoph und Diplomat Christian Wilhelm Dohm (1751–1820), der Maler Simon Peter Tileman (1601–1688) sowie Engelbert Kaempfer (1651–1716), der Begründer der Japanologie, nach dem eine Schule in Lemgo benannt wurde, weiterhin der Maler, Bildhauer und Architekt Karl Junker (1850–1912), außerdem der Ehrenbürger und lippische Politiker Heinrich Drake (1881–1970), der das Land Lippe nach dem Zweiten Weltkrieg in das Land Nordrhein-Westfalen integriert hat. Gebürtige Lemgoerin ist die Ehrenbürgerin Karla Raveh (1927–2017), die als Jüdin aus Lemgo deportiert wurde und Auschwitz überlebte. Auch der deutsche Soziologe Rudolf Stichweh, einer der führenden Soziologen und Systemtheoretiker in Deutschland, wurde 1951 in Lemgo geboren.
Personen, die zwar nicht in der Stadt geboren, aber durch ihr Leben, ihre Arbeit und ihr Wirken eng mit Lemgo verbunden sind: Bernhard II. (um 1140–1224), Regent des Landes Lippe, Bruno Wagener-Köhler († 1988), Verlags- und Zeitungsinhaber F. L. Wagener Lemgo, sowie Gerhard Schröder (* 1944), Bundeskanzler von 1998 bis 2005, der in Lemgo nach dem Besuch der Volksschule eine Ausbildung zum Einzelhandelskaufmann durchlief.

## Dokumentationen
- Hexenwahn in Lemgo – Die Hexenverfolgung und das Hexenbürgermeisterhaus. Dokumentation des LWL-Medienzentrums für Westfalen, Regie: Andrea Konschake, Deutschland 2007, ca. 25 Min.; Filmbeschreibung. In: LWL-Medienzentrum für Westfalen: Materialien zur landeskundlich-kulturellen Bildung. Eine Medienauswahl. Münster 2014, S. 11 (lwl.org [PDF; 385 kB]); Pressemitteilung. In: lwl.org. 27. August 2007, abgerufen am 29. Dezember 2016 (auch zum Making-of).